# Bratislava
Bratislava (pronuncia slovacca: [ˈbracisɫaʋa] ) è la capitale e la città più grande della Slovacchia, con una popolazione di circa 490 000 abitanti. La città era nota fino al 1919 come Presburgo (in tedesco Pressburg; in slovacco Prešporok o Prešporek o Posonio (in ungherese Pozsony).
Rappresenta il centro economico, politico, scientifico e culturale della Slovacchia, e risulta essere in continua trasformazione in seguito alla crescita economica del Paese e al suo ingresso nell'area euro. È sede del Consiglio nazionale e della Presidenza della Repubblica, oltre ad ospitare un grande numero di università, centri di cultura, musei, teatri e gallerie d'arte. Vi hanno sede le principali attività economiche e finanziarie della Slovacchia.
La storia della città è legata alle nazionalità che vi hanno vissuto: slovacchi, cechi, tedeschi e magiari. Con la sconfitta inflitta dai turchi agli ungheresi a Mohács nel 1526 e la successiva occupazione ottomana di Buda nel 1541, la città fu capitale del Regno d'Ungheria dal 1536 (sotto la monarchia asburgica dal 1687) al 1784 e città d'incoronazione fino al 1835. Per secoli è stata la casa di personalità storiche slovacche, tedesche e ungheresi.

## Geografia fisica

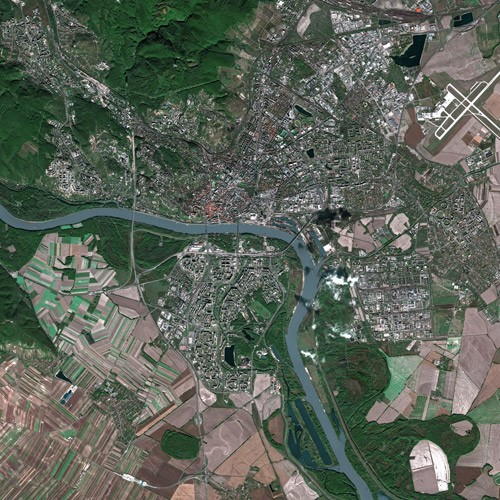
Vista della capitale slovacca da un satellite SPOT

La città, posta nel sud-ovest della Slovacchia, si trova ai confini con Austria, Ungheria e Repubblica Ceca. È l'unica capitale del mondo a confinare direttamente con due Stati, Austria e Ungheria. Bratislava e Vienna sono anche le due capitali più vicine d'Europa, essendo distanti tra loro circa 60 km (eccetto il caso di Roma, che ingloba al suo interno la Città del Vaticano). Si estende su un colle dei Piccoli Carpazi (presso il Castello di Bratislava), lungo i fiumi Danubio e Morava.

### Clima
| Bratislava          | Mesi | Mesi | Mesi | Mesi | Mesi | Mesi | Mesi | Mesi | Mesi | Mesi | Mesi | Mesi | Stagioni | Stagioni | Stagioni | Stagioni | Anno |
| Bratislava          | Gen  | Feb  | Mar  | Apr  | Mag  | Giu  | Lug  | Ago  | Set  | Ott  | Nov  | Dic  | Inv      | Pri      | Est      | Aut      | Anno |
| ------------------- | ---- | ---- | ---- | ---- | ---- | ---- | ---- | ---- | ---- | ---- | ---- | ---- | -------- | -------- | -------- | -------- | ---- |
| T. max. media (°C)  | 1,6  | 4,0  | 9,4  | 15,7 | 20,6 | 24,3 | 26,0 | 25,4 | 21,0 | 15,0 | 8,1  | 3,6  | 3,1      | 15,2     | 25,2     | 14,7     | 14,6 |
| T. min. media (°C)  | −4,4 | −3,0 | 0,0  | 4,4  | 8,8  | 12,7 | 13,6 | 13,2 | 9,5  | 4,8  | 1,5  | −1,9 | −3,1     | 4,4      | 13,2     | 5,3      | 4,9  |
| Precipitazioni (mm) | 35   | 37   | 40   | 44   | 63   | 80   | 81   | 75   | 47   | 45   | 53   | 49   | 121      | 147      | 236      | 145      | 649  |

## Origini del nome
La città prese il nome di Bratislava il 6 marzo 1919, in seguito ad un concorso pubblico indetto per scegliere un nome, slovacco, alternativo a Prešporok o Prešporek, derivati da Preßburg [ˈpʁɛsbʊɐ̯k]  (grafia successiva al 1996: Pressburg), nome tedesco della città, ancora oggi in uso soprattutto in Austria e Germania. Il nome Pressburg fu anche utilizzato nelle pubblicazioni in lingua inglese fino al 1919 ed è talvolta utilizzato anche oggi.
Nel corso della storia Bratislava ebbe nomi diversi; il primo, riportato negli Annales Iuvavenses del X secolo, fu Brezalauspurc, "Castello di Braslav", dal duca di Pannonia del IX secolo Braslav. Il nome tutt'oggi utilizzato in ungherese è Pozsony [ˈpoʒoɲ] . Altri nomi sono o sono stati: in greco Istropolis, che significa 'città sul Danubio', utilizzato anche in latino; in ceco Prešpurk (desueto, dalla fondazione della Cecoslovacchia è comunemente utilizzato Bratislava, anche in virtù del bilinguismo dello stato cecoslovacco fino alla sua dissoluzione); in francese Presbourg; in italiano Presburgo o Posonio; in latino Posonium; in croato Požun. Per alcuni mesi dopo la caduta dell'Austria-Ungheria la città portò il nome di "città di Wilson" (Wilsonovo mesto), in onore dell'allora presidente USA Woodrow Wilson, principale fautore della Cecoslovacchia.

## Storia

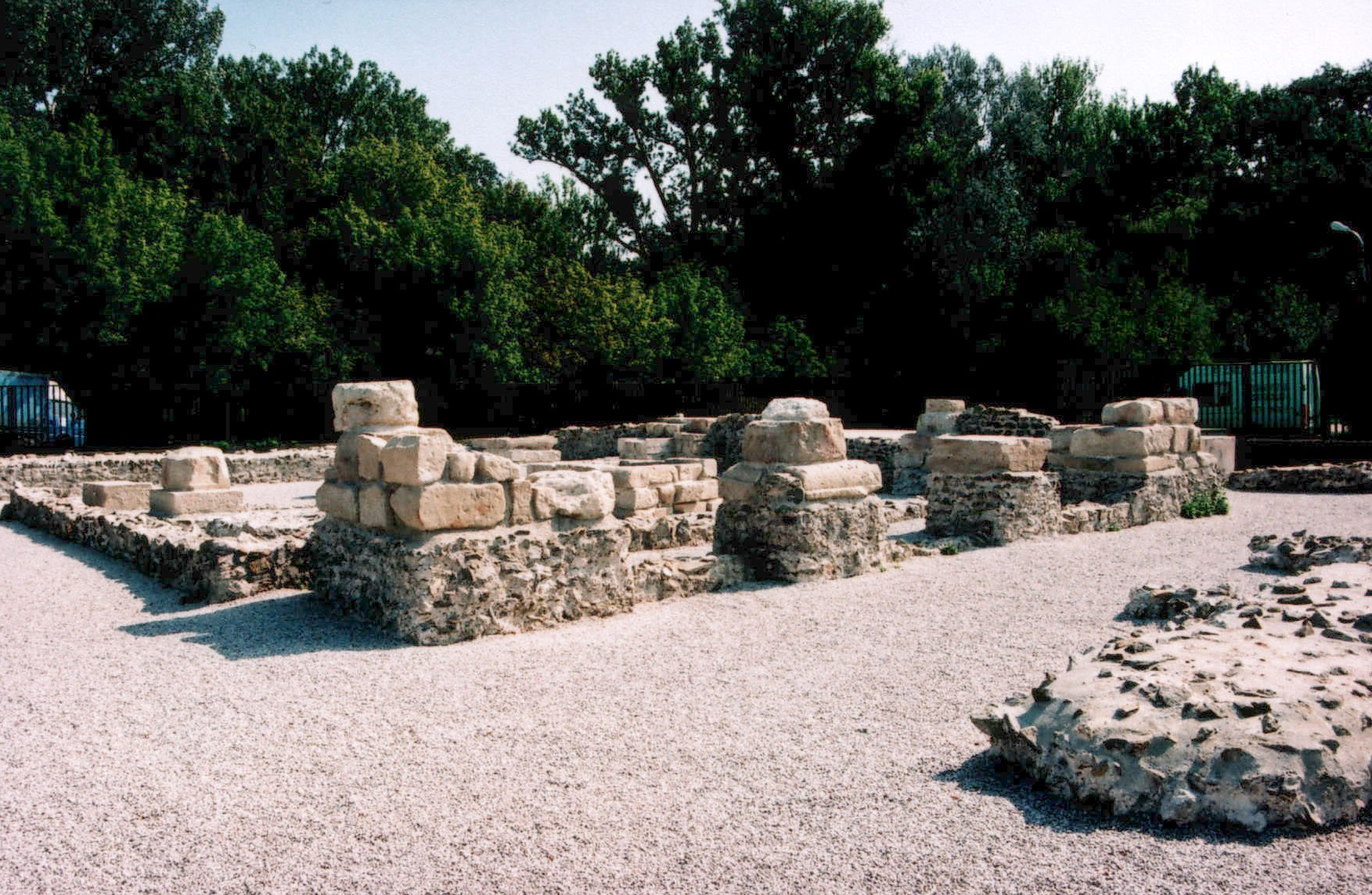
Rovine di Gerulata

Il primo insediamento nel territorio di Bratislava è datato al 5000 a.C., nell'era neolitica, con la Civiltà della Ceramica Lineare. Intorno al 200 a.C. la tribù celtica dei Boi fondò il primo insediamento significativo, una fortificazione, e stabilì anche una zecca che coniò monete d'argento conosciute come biatec. La regione cadde sotto l'influenza dei Romani dal I al IV secolo e fu parte del Limes Romanus, sistema difensivo di confine. Dal I al V secolo il confine dell'Impero romano coincise con il fiume Danubio. Una città romana chiamata Gerulata, con un castellum, era posizionata dove ora c'è Rusovce, nella zona sud di Bratislava. Qui stazionò sotto Domiziano l'Ala I Cannanefatium civium romanorum. A Devín fu costruita una fortezza; varie costruzioni di origine romana sono state scoperte in diverse parti della città. I Romani introdussero la coltivazione della vite e con essa la tradizione della viticoltura, giunta sino ai giorni nostri e tuttora presente. Alla città romana, che sorgeva presso l'attuale Bratislava, è dedicata la Gerulata, relazione ferroviaria tra Lökösháza e Bratislava.

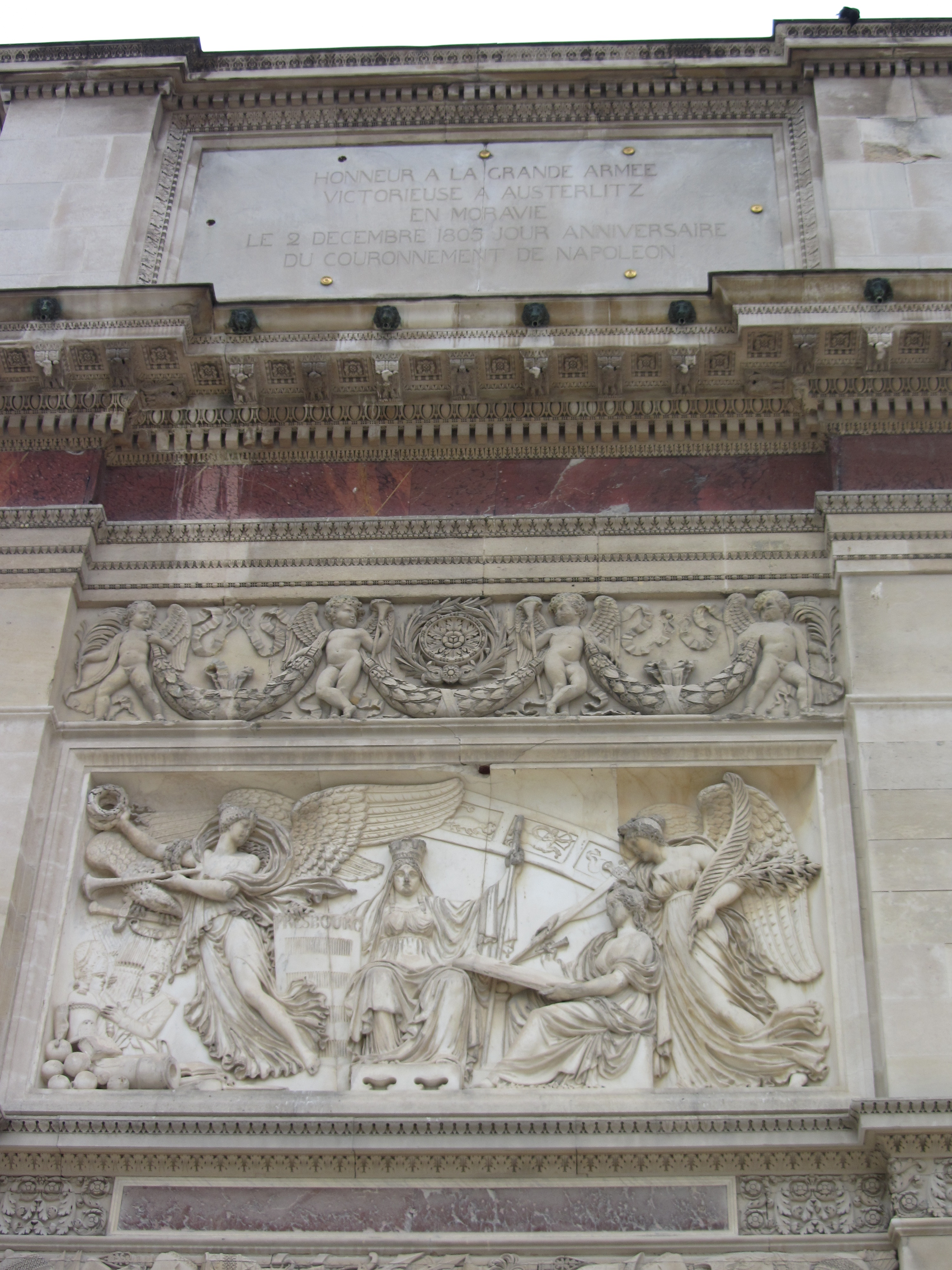
Particolare dell'Arco di Trionfo del Carrousel, al Louvre di Parigi, con la raffigurazione simbolica di Presburgo (o dell'Ungheria stessa), capitale dell'Ungheria, il cui scudo nazionale (bande degli Arpadiani) la personificazione tiene in mano. Si tratta di una celebrazione della Pace di Presburgo del 1805.

Gli Slavi arrivarono dopo gli Avari, tra il V ed il VI secolo nel periodo della migrazione. La locale tribù slava si ribellò e stabilì l'Impero di Samo (623-658), la prima entità politica slava conosciuta. Nel IX secolo i castelli di Bratislava (Brezalauspurc) e di Devín (Dowina) furono importanti centri degli stati slavi dei principati di Nitra e della Grande Moravia. Il primo riscontro documentale della città risale al 907 e descrive una battaglia, durante la quale un'armata bavarese fu sconfitta dagli ungheresi. Essa è connessa alla caduta della Grande Moravia a seguito degli attacchi degli Ungheresi.

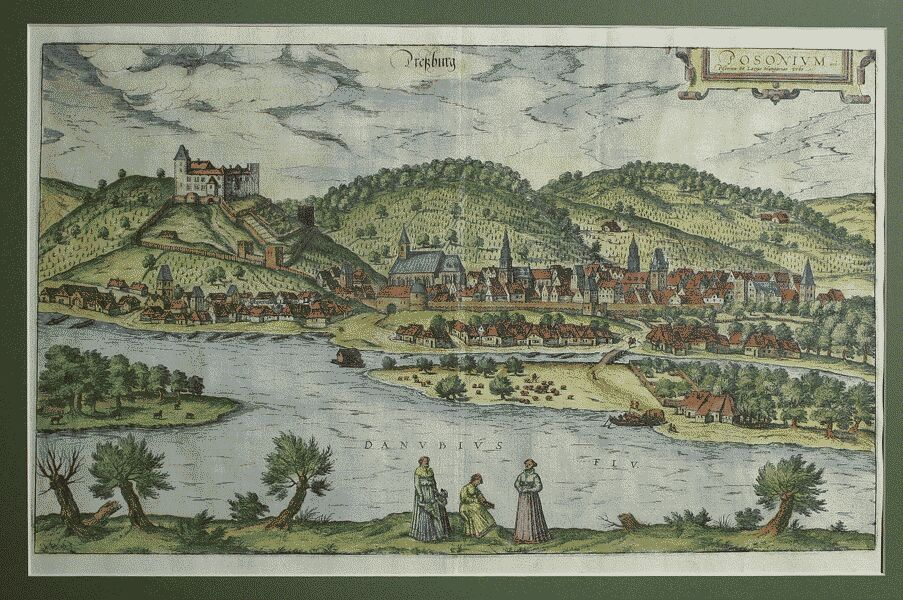
Posonium nel XV secolo

Nel X secolo Presburgo, più tardi Contea di Pozsony, divenne parte dell'Ungheria (chiamata Regno d'Ungheria dall'anno 1000) e divenne un centro chiave sulla frontiera del Regno dal punto di vista economico ed amministrativo. Per la posizione strategica la città fu oggetto di frequenti attacchi e fu teatro di battaglie, ma portò anche al suo sviluppo economico e a un importante status politico, dovuto ai privilegi concessi alla città nel 1291 dal re Andrea III. Bratislava fu dichiarata 'libera città regale' nel 1405 dal re Sigismondo di Lussemburgo, che nel 1436 le consentì di usare il suo stemma.
Nel XV secolo è ricco centro commerciale e culturale. Il re umanista Mattia Corvino nel 1467 vi fondò l'Universitas Istropolitana e l'Accademia Istropolitana, centro di studi umanistici.
1536–1784: capitale dell'Ungheria (che a quel tempo era ridotta all'Alta Ungheria e a parte dell'Ungheria Occidentale); l'Ungheria fu retta dalla dinastia degli Asburgo dal 1526 al 1918.

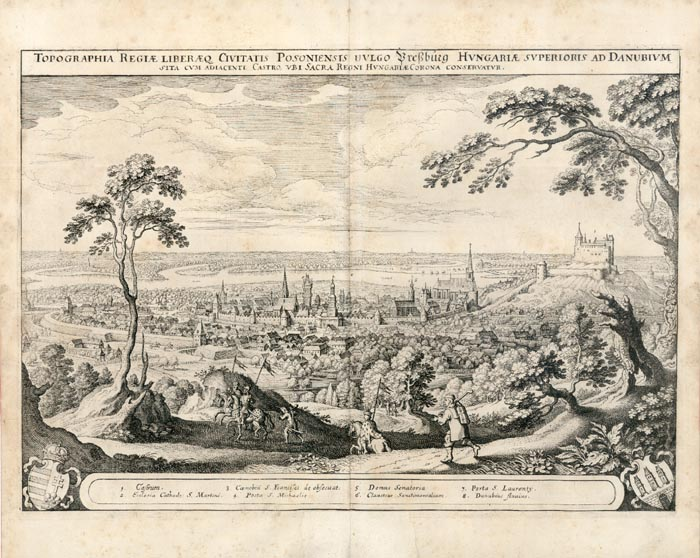
Bratislava raffigurata nel 1638

Il Regno d'Ungheria fu sconfitto dall'Impero ottomano nella battaglia di Mohács nel 1526. Poi i Turchi assediarono e danneggiarono Presburgo, senza conquistarla. A causa dell'avanzata turca nel territorio ungherese la città fu designata capitale dell'Ungheria nel 1536, diventando parte della monarchia asburgica e dando inizio a una nuova era. La città divenne sede del re, dell'arcivescovo di Strigonio (1543), della nobiltà, delle principali organizzazioni e degli uffici. Dal 1536 al 1830 undici re e regine furono incoronati nella cattedrale di San Martino. Il XVII secolo fu segnato da disordini antiasburgici, lotte contro i Turchi, inondazioni e pestilenze.

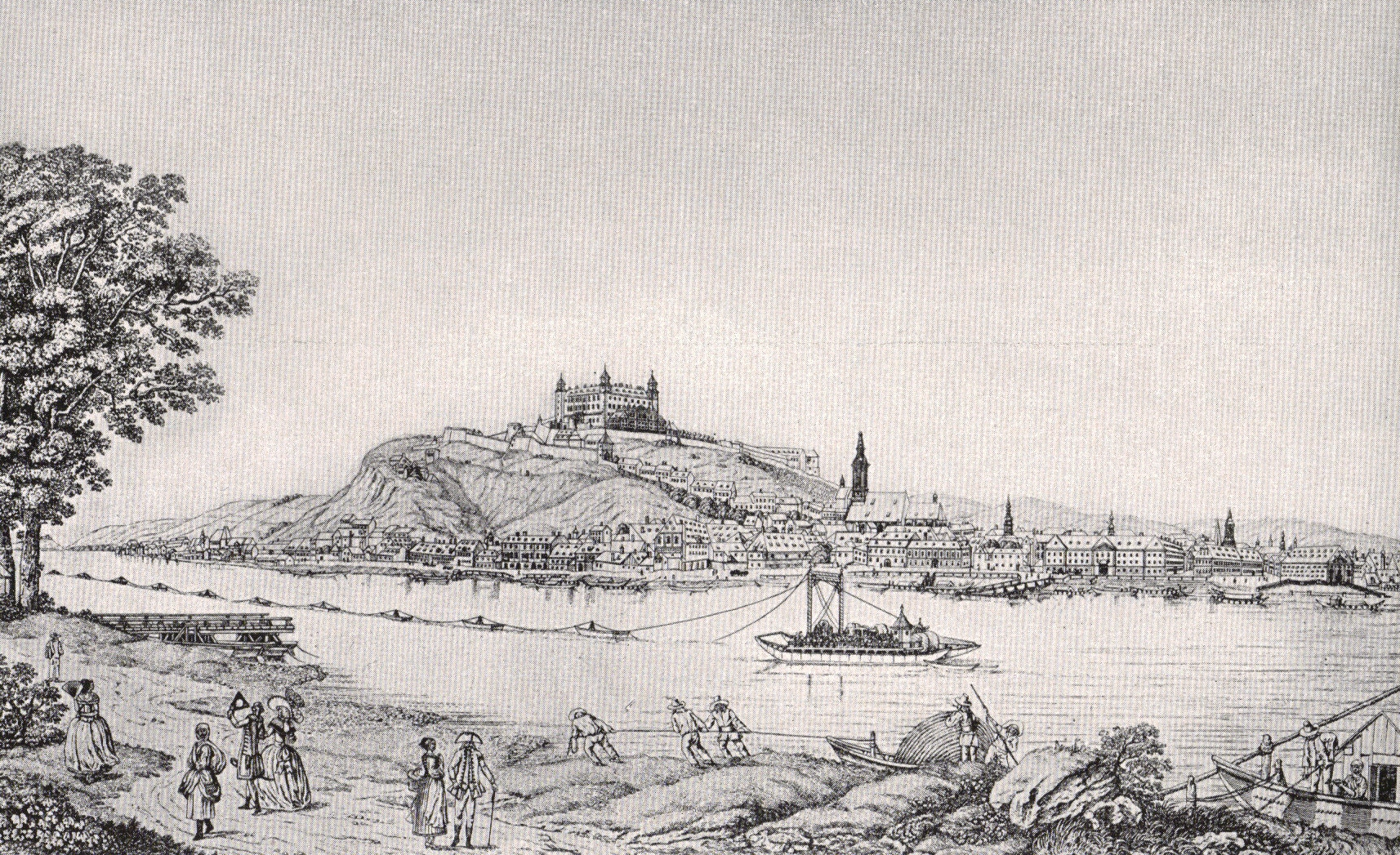
Pressburgo in un disegno del XVIII secolo

A Presburgo fiorì nel XVIII secolo il regno di Maria Teresa d'Austria, che la trasformò nella più grande e importante città del territorio corrispondente all'unione dei territori dell'attuale Slovacchia e Ungheria. La popolazione triplicò; furono costruiti nuovi palazzi, monasteri e strade e la città fu centro socio-culturale della regione. La città iniziò a perdere la sua importanza con il regno del figlio di Maria Teresa Giuseppe II, specie quando i gioielli della corona furono trasferiti a Vienna, nel 1783, nel tentativo di rafforzare l'unione tra Austria e Ungheria. Molti uffici centrali furono trasferiti a Buda, seguiti da gran parte della nobiltà. Qui furono pubblicati i primi giornali in ungherese, Magyar hírmondó nel 1780, e in slovacco, Presspurske Nowiny nel 1783. Nel XVIII secolo la città divenne centro del movimento nazionale slovacco.

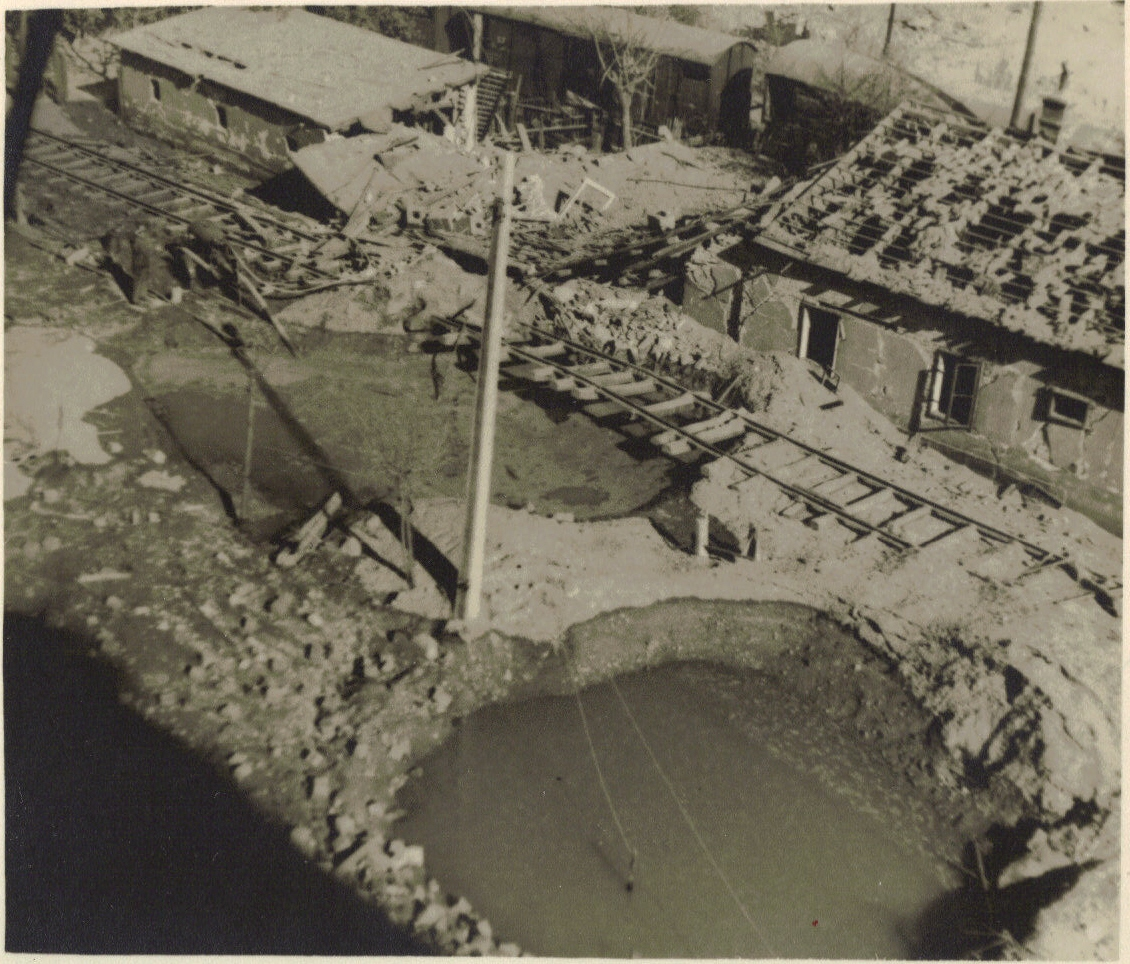
Bratislava sotto i bombardamenti alleati nel settembre del 1944

Dopo la caduta dell'Austria-Ungheria le autorità della città la proclamarono città libera con il nome di "città di Wilson" (Wilsonovo mesto in slovacco), in onore del presidente statunitense Woodrow Wilson, con l'intento di difendere la propria identità multietnica (sul modello di analoghi progetti, come quello di Trieste, Fiume e Danzica). Fallito tale progetto con l'occupazione cecoslovacca della città (il 1º gennaio 1919 i quartieri della riva sinistra del Danubio, il 14 agosto quelli sulla destra), dal 1919 la città divenne parte della Cecoslovacchia. Il 14 marzo 1939 venne poi dichiarata la Repubblica slovacca con Bratislava come capitale. Nel 1945 la Cecoslovacchia venne ricostituita, gli abitanti tedeschi di Bratislava furono espulsi e pressoché tutti gli ungheresi furono evacuati in Ungheria, mentre gli ebrei erano scomparsi nella Shoah: la città, che ora includeva oltre al centro storico anche quartieri periferici che erano già abitati in prevalenza da slovacchi, divenne slovacca quasi per intero. Nel 1968 la Cecoslovacchia divenne una federazione e Bratislava divenne la capitale della Repubblica Socialista Slovacca.
Dopo la scissione della Cecoslovacchia, il 1º gennaio 1993 Bratislava divenne la capitale della Repubblica Slovacca.
Recentemente Bratislava è divenuta meta di una forte immigrazione dalle aree rurali della Slovacchia, con una perdita del tessuto sociale tipico slovacco a vantaggio di modelli più individualistici. Grazie al poderoso boom economico, si respira in città aria di cambiamento e Bratislava è divenuta una città elegante e anche una meta turistica importante.

## Monumenti e luoghi d'interesse

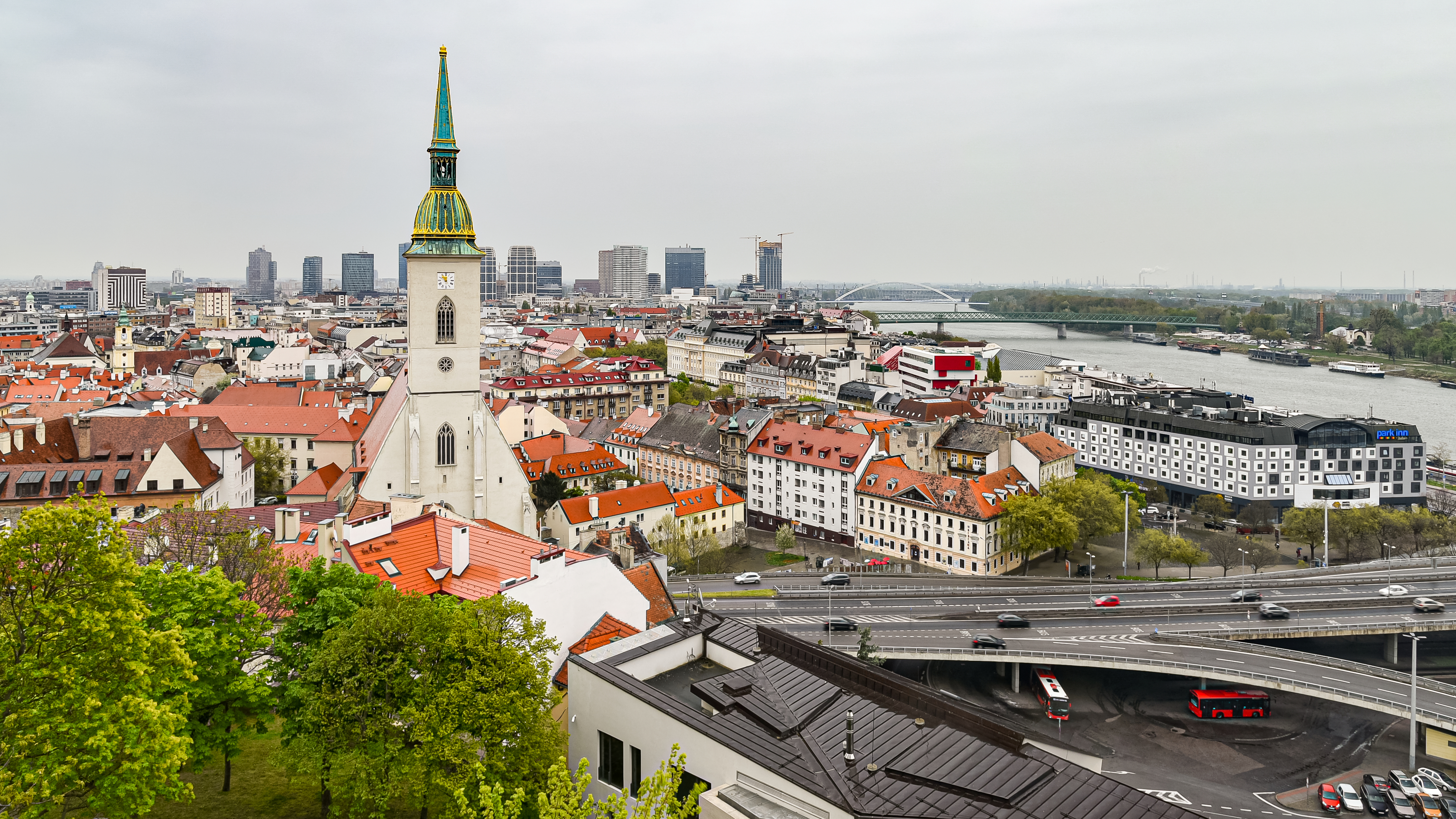
Bratislava

La città ha un centro storico con un'architettura mista, influenzata da diversi popoli, ungheresi, cechi e austriaci.

### Architetture militari

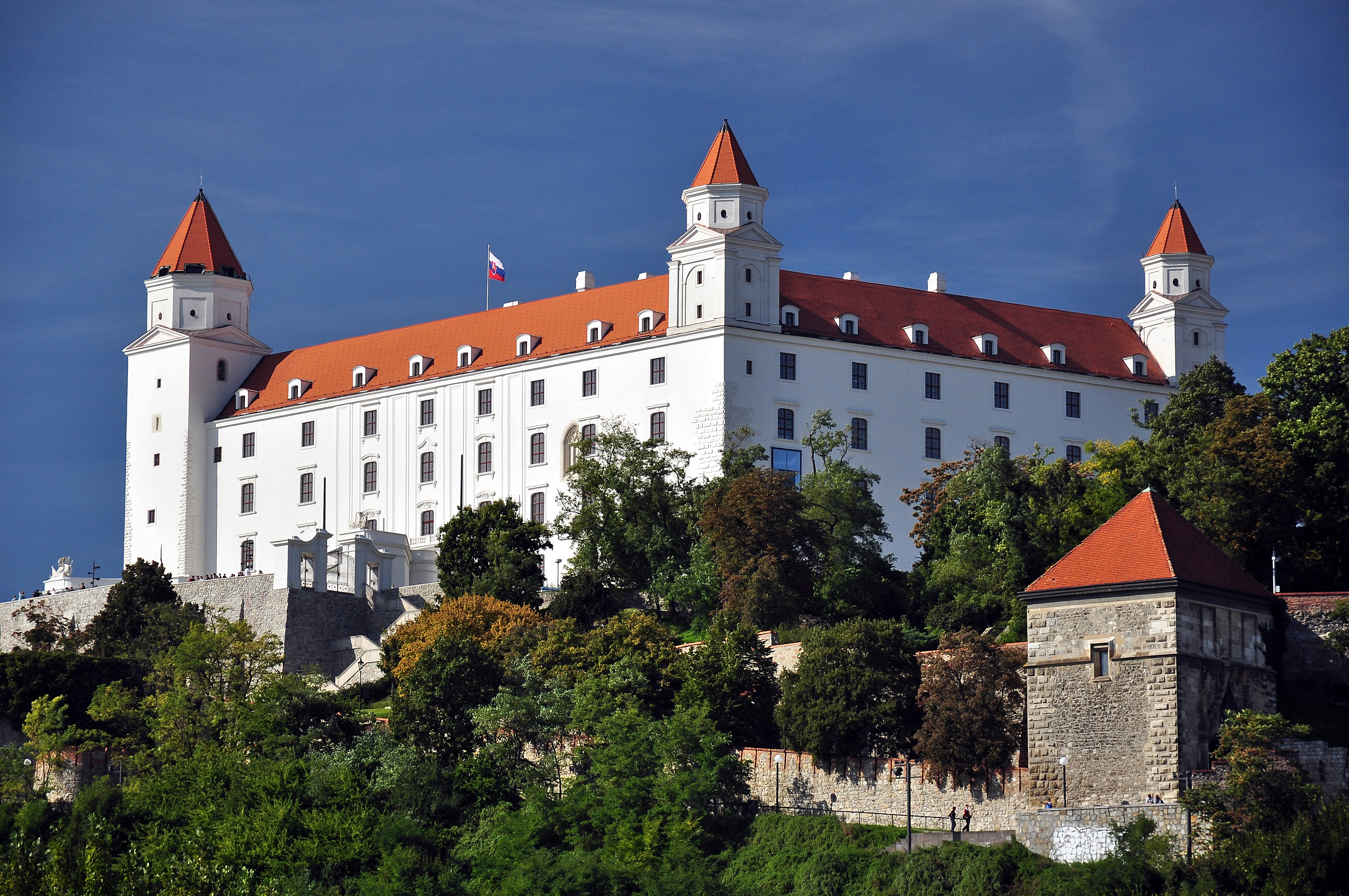
Il Castello

Il Castello di Bratislava (Bratislavský hrad) è l'edificio più noto e parte integrante dello skyline della città.
È una costruzione massiccia, a pianta rettangolare, con quattro torri angolari; sito alla sommità di una collina, a 205 m s.l.m., domina la Città Vecchia e il Danubio. Il sito su cui sorge il castello era abitato già nel periodo di transizione dall'Età della pietra all'Età del bronzo e nel tempo è stato l'acropoli di una città celtica, una parte del limes romano, un importante insediamento fortificato slavo e un centro politico-religioso-militare della Grande Moravia. Un castello in pietra non fu costruito prima del X secolo, quando l'area apparteneva al Regno d'Ungheria. Il castello fu trasformato in fortezza gotica in funzione anti-hussita sotto Sigismondo di Lussemburgo nel 1430, divenendo un castello rinascimentale nel 1562, e fu ricostruito nel 1649 in stile barocco. Sotto la regina Maria Teresa d'Austria, il castello divenne dimora reale. Nel 1811 fu distrutto da un incendio; rimase un cumulo di rovine sino agli anni 1950 quando fu riedificato nel suo originario stile teresiano.

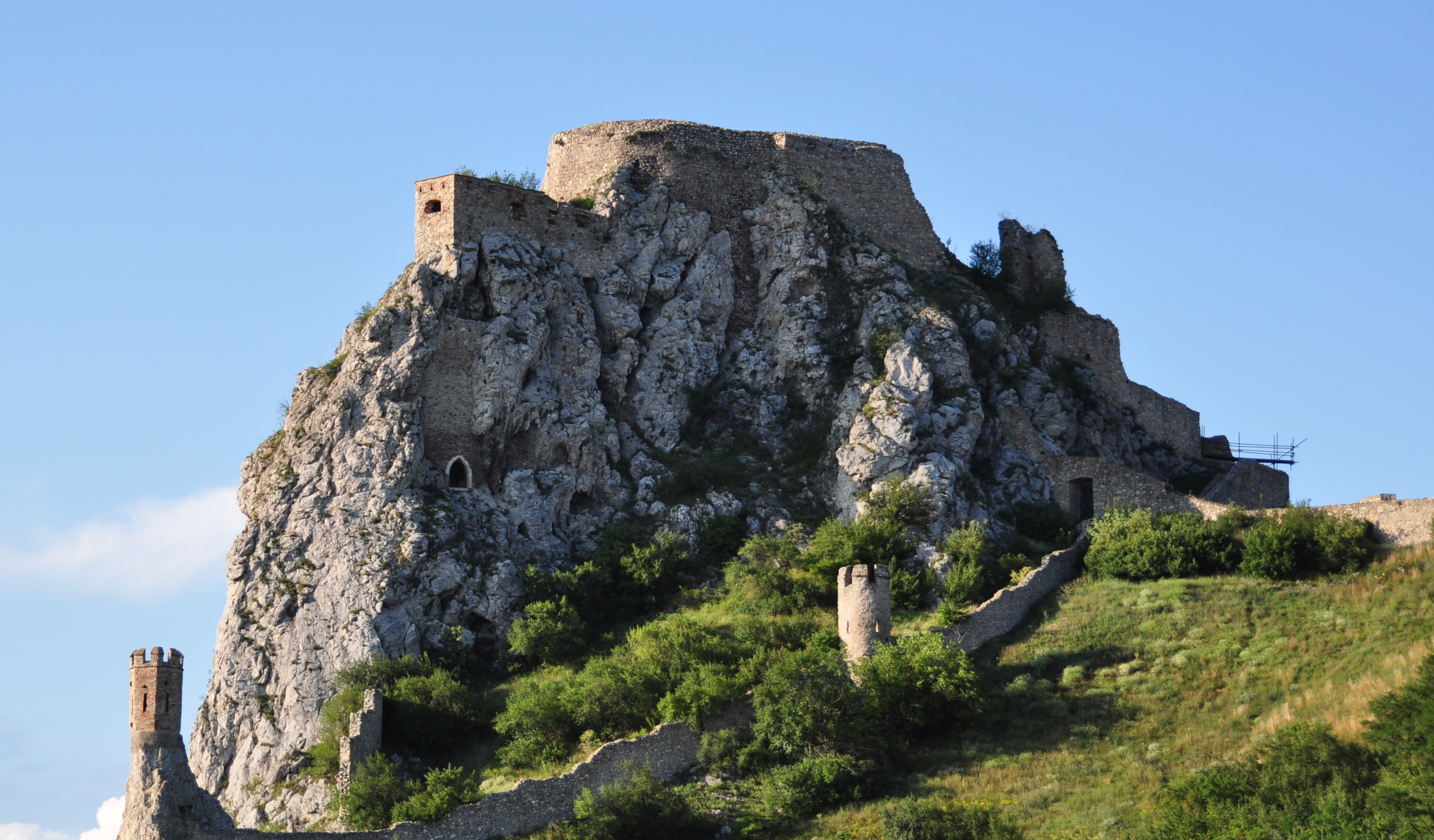
Castello di Devín

Il Castello di Devín (in slovacco: hrad Devín o Devínsky hrad, in ungherese: Dévény) sorge nell'omonimo quartiere, sulla cima di una roccia in cui il fiume Morava, che segna il confine tra Austria e Slovacchia, affluisce al Danubio. È uno dei siti archeologici slovacchi più importanti e ospita un museo dedicato alla sua storia. Per la sua posizione strategica il castello di Devín fu un importante baluardo di frontiera della Grande Moravia e dell'antico stato ungherese. Fu distrutto dalle truppe napoleoniche nel 1809. È un simbolo importante nella storia slovacca ed in quella slava. È situato in un'area rurale distinta dalla città, tanto che il villaggio adiacente, una volta indipendente, oggi costituisce un quartiere periferico, sia pur isolato, di Bratislava.
Anticamente Bratislava era cinta da solide mura, oggi visibili in alcuni luoghi, come il duomo.

### Architetture religiose

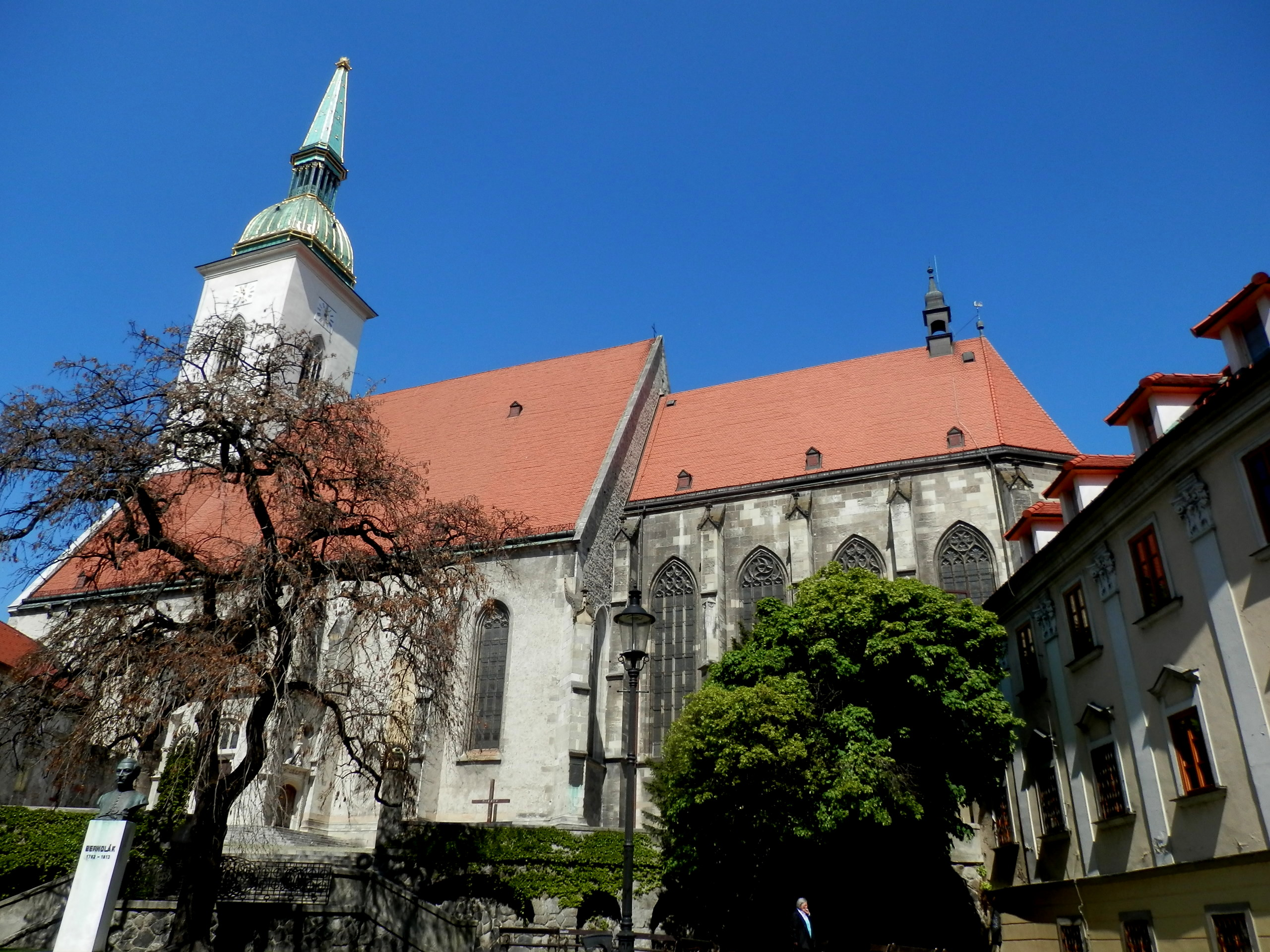
La Cattedrale di San Martino

La Cattedrale di San Martino (Katedrála svätého Martina) è la chiesa più importante di Bratislava. Venne costruita nel XV secolo sui resti di una precedente chiesa romanica e pur avendo subito nel corso dei secoli numerosi rimaneggiamenti conserva l'originale impianto gotico. Al suo interno sono sepolti personaggi illustri ed esponenti delle famiglie più in vista della città. Merita una particolare menzione il monumento equestre in piombo di San Martino di G.R. Donner conservato nella navata di sinistra. La cattedrale è nota per essere stata per tre secoli la sede dove venivano incoronati i re di Ungheria; a ricordo di questo fatto sul campanile è posta una copia dorata della Corona di Santo Stefano, Re di Ungheria. Il campanile, alto 85 metri, un tempo era parte integrante delle fortificazioni della città.

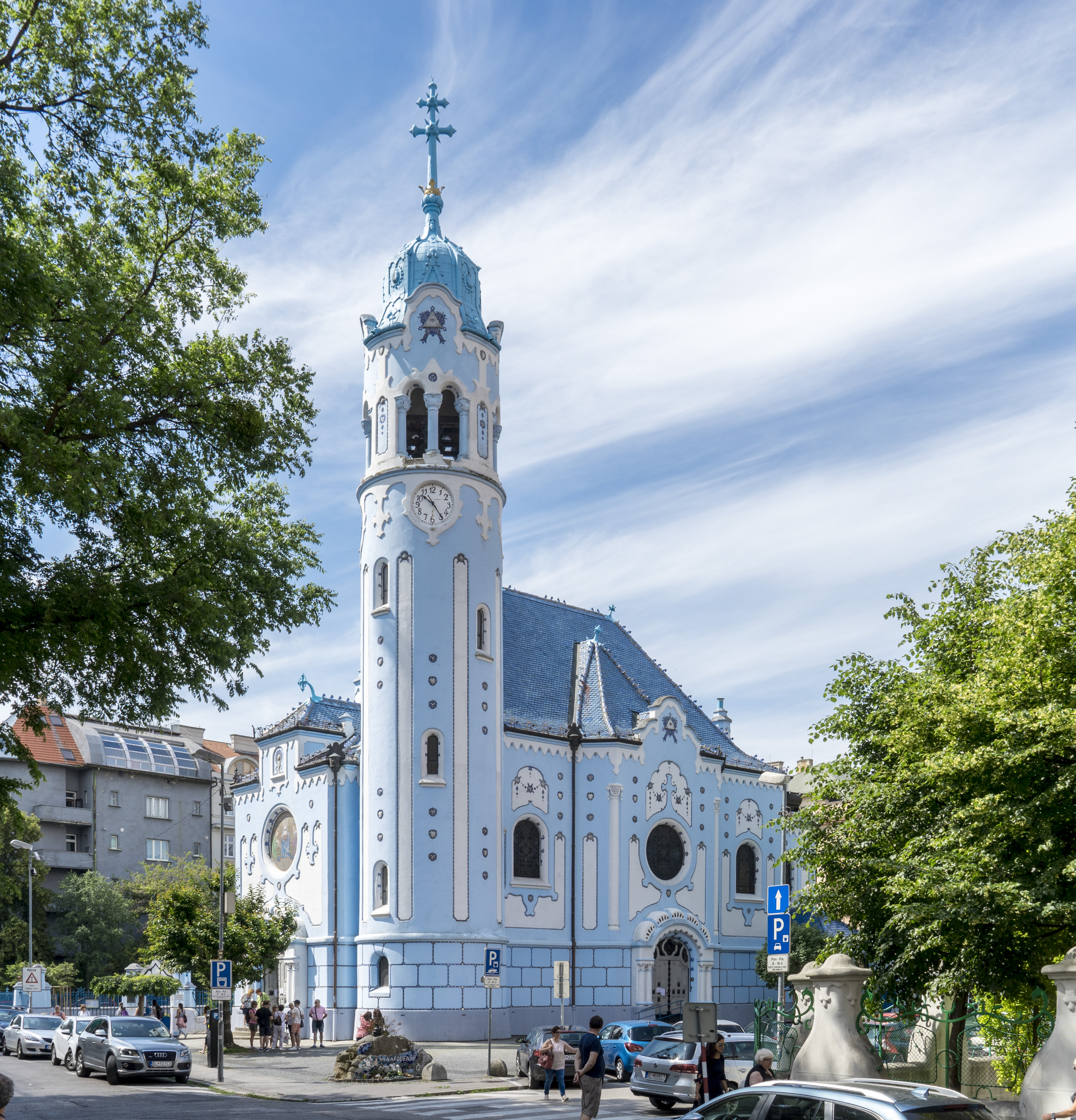
Facciata della Chiesa Blu

Molto amata dagli abitanti e famosa tra i turisti quasi quanto San Martino più per le sue particolarità architettoniche che per una certa importanza storica è la Chiesa di Santa Elisabetta (Kostol svätej Alžbety), più conosciuta in città e non solo come "Chiesa Blu" (Modrý Kostolík) per il suo particolare colore. In evidente stile Sezession, come del resto altri edifici circostanti e contemporanei, è una piccola chiesa dalle forme morbide e dall'evidente uso cromatico improntato sul turchese e sul blu, con qualche decorazione bianca. Ulteriore caratteristica è la sua posizione, più decentrata rispetto alla quasi totalità dei monumenti e luoghi d'interesse di Bratislava inseriti nel vecchio centro storico chiuso al traffico. La chiesa, dedicata a Santa Elisabetta d'Ungheria, non ha connotati storici, essendo stata eretta all'inizio del secolo scorso.

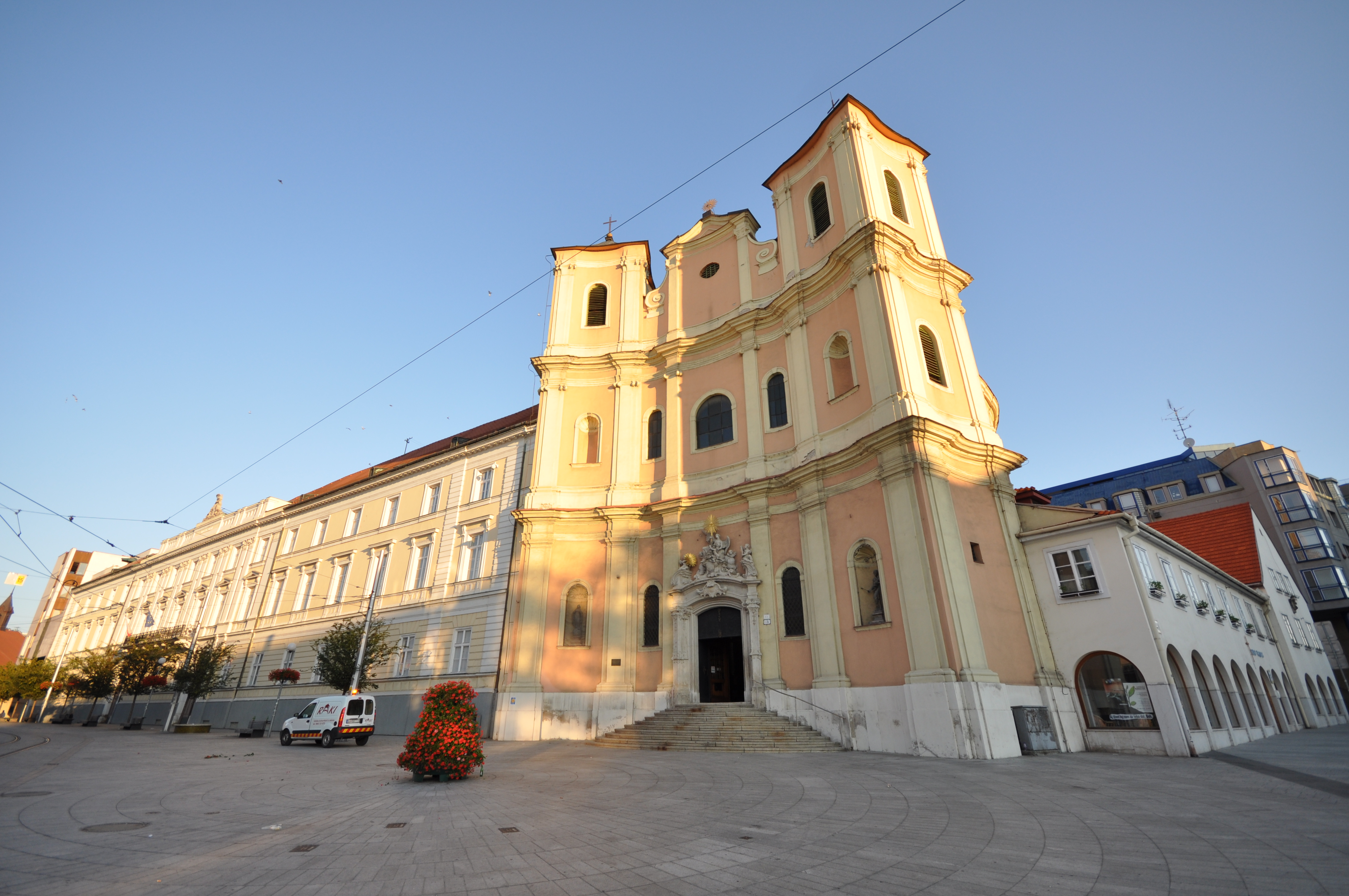
La Chiesa dei Trinitari vista da piazza Župné námestie

La chiesa dei Trinitari o della Trinità (in slovacco: Kostol trinitárov, Trinitársky kostol, o Trojičný kostol, o Kostol svätého Jána z Mathy a svätého Felixa z Valois) è una chiesa barocca del quartiere Staré Mesto (Città Vecchia) di Bratislava. Sorge sulle rovine di una più antica chiesa di San Michele, demolita nel 1529 per esigenze tattiche legate alle guerre ottomane. Settecentesca, è ritenuta un'opera che prende a modello la Peterskirche viennese. Vanta un affresco trompe-l'œil del pittore barocco italiano Antonio Galli da Bibbiena.
La chiesa dei Francescani, forse la più antica della città, è una chiesa gotica a tre navate. Costruita dal 1280 al 1297, fu consacrata da Andrea III d'Ungheria. Fu trasformata in chiesa rinascimentale nel XVII secolo e poi in chiesa barocca nel Settecento. Fu sede d'incoronazione di diversi sovrani d'Ungheria.
Degne di menzione infine sono la chiesa e convento delle Clarisse e la chiesa dei Gesuiti.

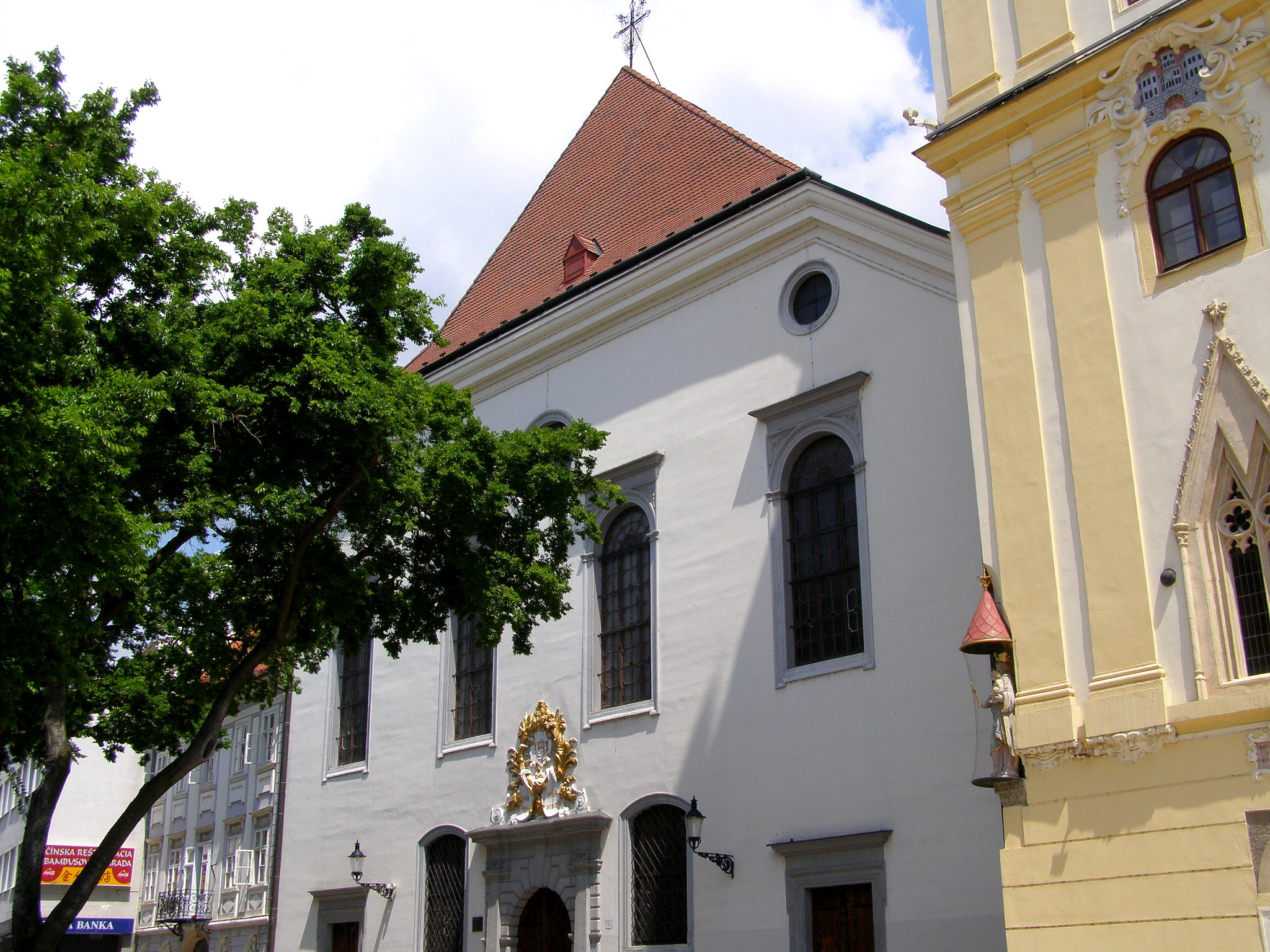
Chiesa dei Gesuiti
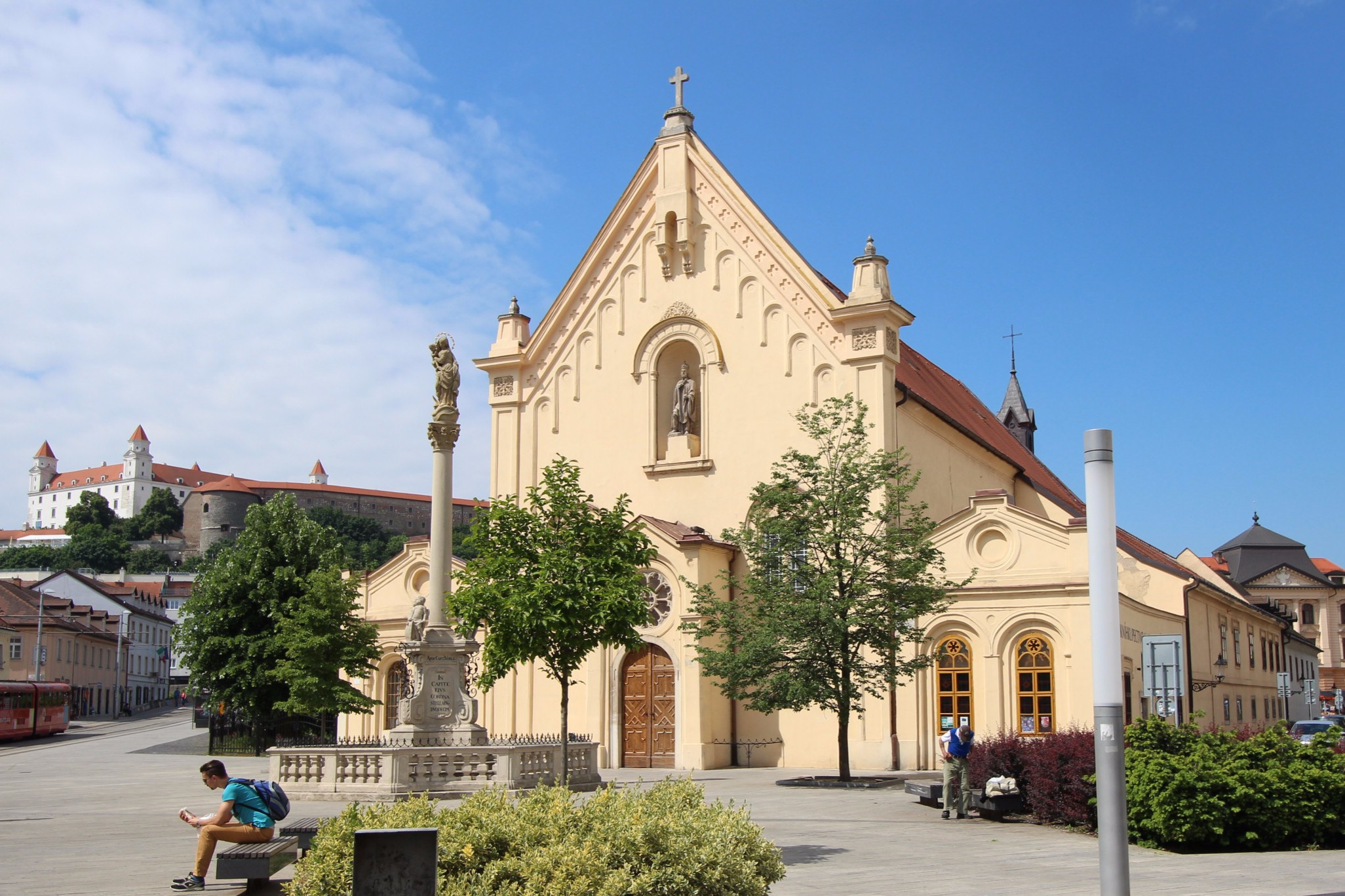
Chiesa dei Cappuccini
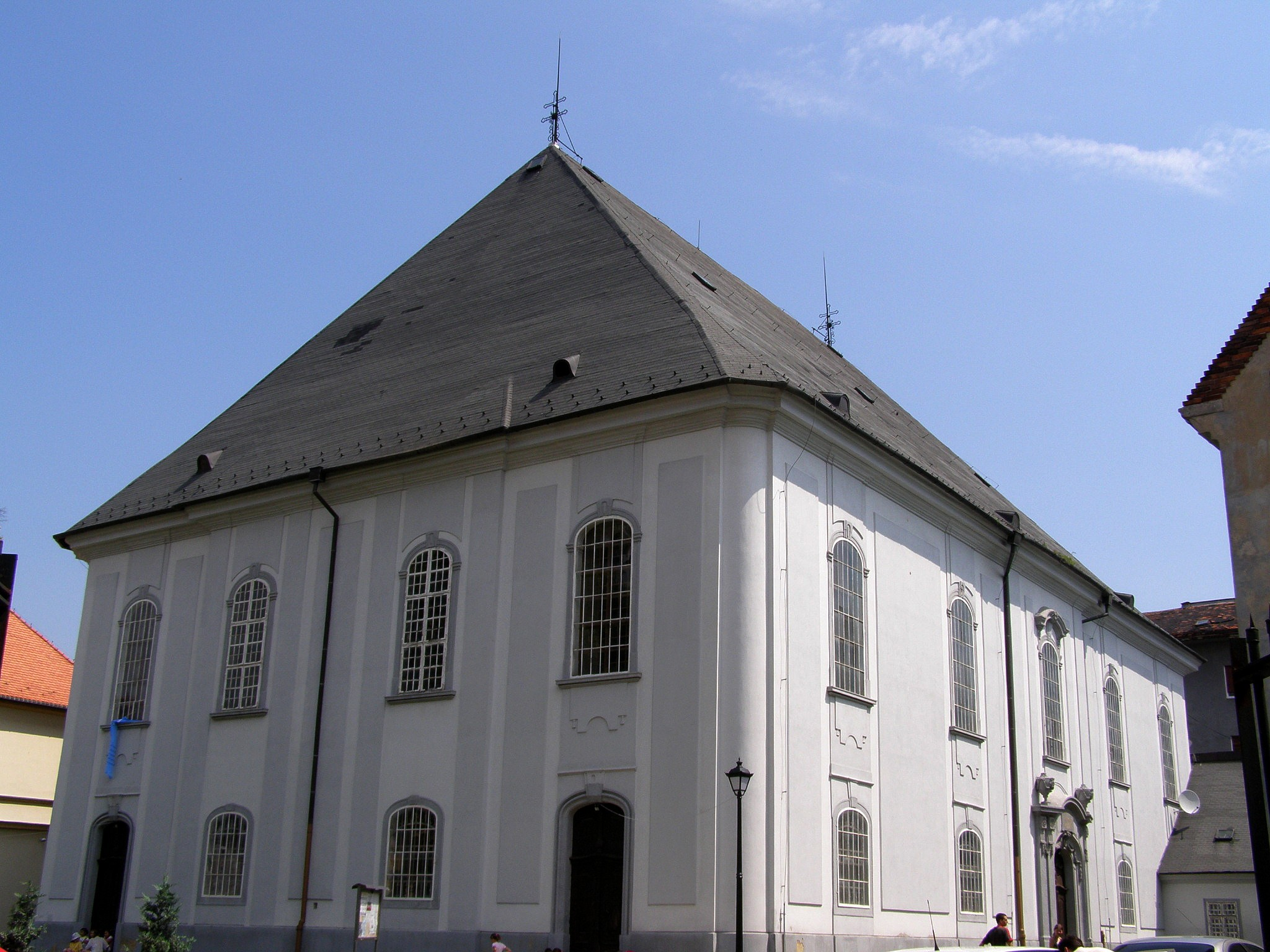
Chiesa evangelica

### Architetture civili

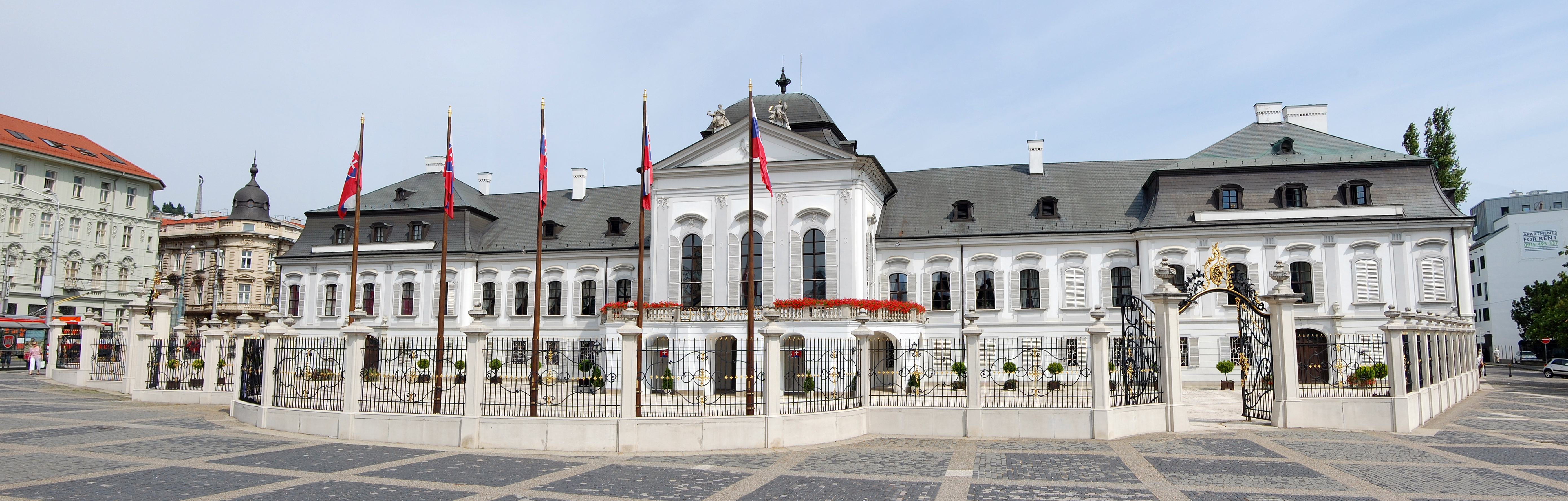
Palazzo Grasalkovič

Bratislava è ricca di palazzi barocchi e di imponenti ville di famiglie della corte imperiale austro-ungarica.
Molto importante è il Palazzo Grasalkovič (Grasalkovičov palác), elegante dimora barocca, sede del Presidente della Slovacchia. Venne fatto costruire dal conte Anton Grasalkovič su progetto di Andreas Mayerhoffer, influente consigliere dell'imperatrice Maria Teresa, come sua residenza estiva. Il palazzo è provvisto nel retro di un ampio e pregevole giardino alla francese.
Forse meno importante per storia e funzione, ma decisamente più imponente è la Magione di Rusovce, con il suo giardino all'inglese, situata nell'omonimo quartiere. La casa fu originariamente costruita nel XVI secolo e fu convertita in villa inglese di gusto neogotico soltanto tra il 1841 ed il 1844. Il quartiere è anche noto per i resti del castrum romano di Gerulata inserito nel limes romano, un sistema di difesa confinario. Gerulata fu costruita ad usata tra il I ed il IV secolo d.C.
Il Palazzo Pálffy (in slovacco: Pálfiho palác) è un palazzo che più per i suoi pregi architettonici desta curiosità per il fatto che a sei anni Mozart vi tenne un concerto. Eretto nel 1747, oggi è sede dell'ambasciata austriaca.
Al contrario è sia pregevole sia importantissimo il Palazzo Primaziale, fatto costruire, su disegno dell'architetto Melchiorre Hefele, da József Batthyány, arcivescovo di Esztergom e primate di Ungheria nel 1778. È un palazzo in stile neoclassico che ha ospitato, nella famosa Sala degli Specchi, la firma della Pace di Presburgo tra l'Impero Asburgico e la Francia dopo la battaglia di Austerlitz vinta da Napoleone. Il palazzo, dipinto di rosa, conserva un'interessante collezione di arazzi inglesi scoperti casualmente nel corso di lavori di ristrutturazione all'inizio del secolo scorso. Gli arazzi, in tutto sei, illustrano il mito di Ero e Leandro e il loro sfortunato amore. Il Palazzo Primaziale è oggi municipio cittadino.
Altro palazzo molto apprezzato è la cosiddetta Casa del Buon Pastore, edificio in stile rococò situato ad angolo tra le strade che portano a castello, così stretto che ad ogni piano c'è solo una stanza. Ospita un museo di orologi antichi. Meritano menzione infine, tra gli altri, il Palazzo Keglevich, il Palazzo dell'Accademia Istropolitana e il Palazzo Erdödy.
Tra gli edifici del XX secolo si distinguono il Palazzo di giustizia, grande edificio monumentale opera degli architetti Alexander Skutecký e Vojtech Holesch, e il Palazzo della Radio, a forma di piramide rovesciata. 

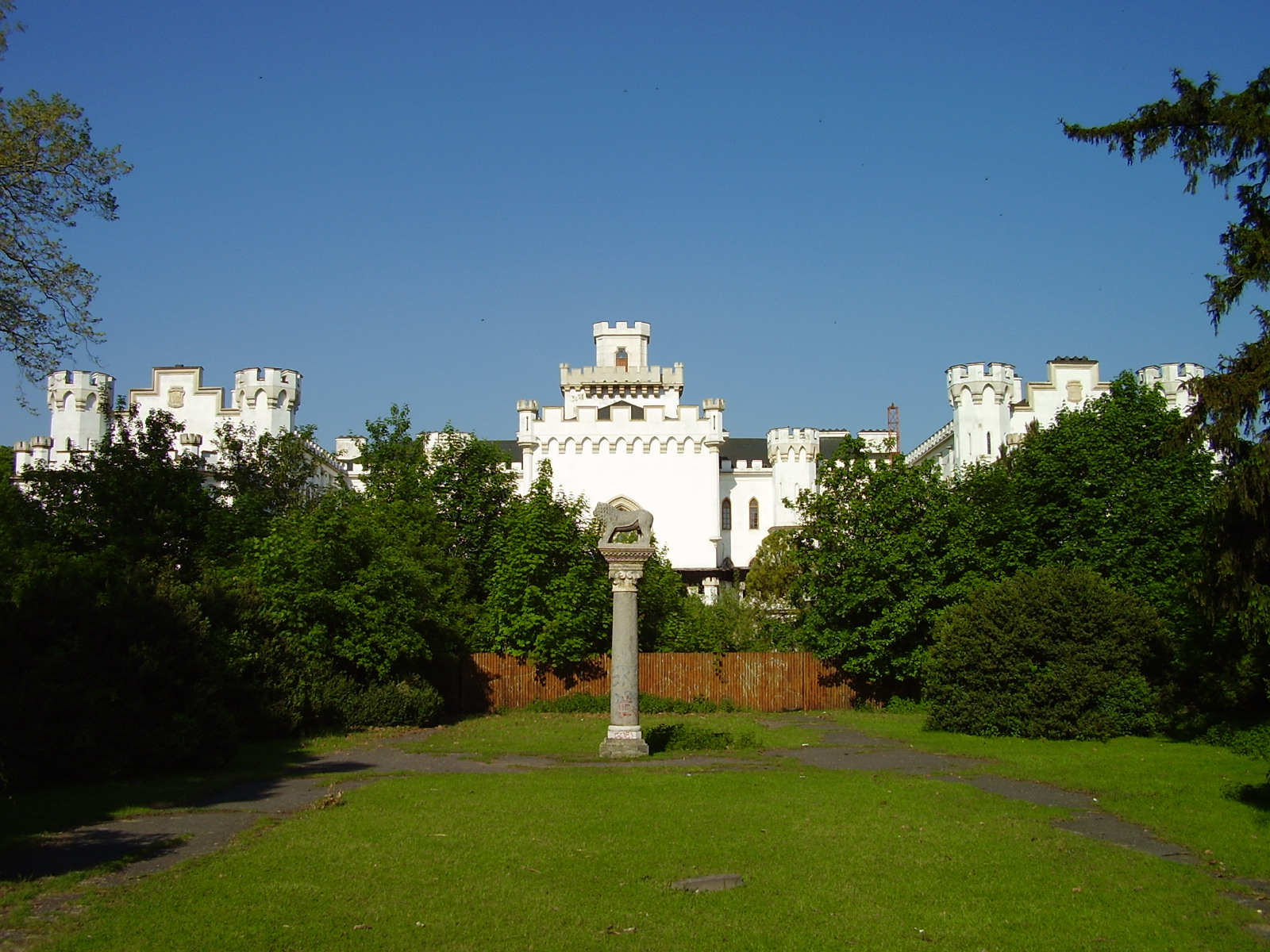
Villa Rusovce
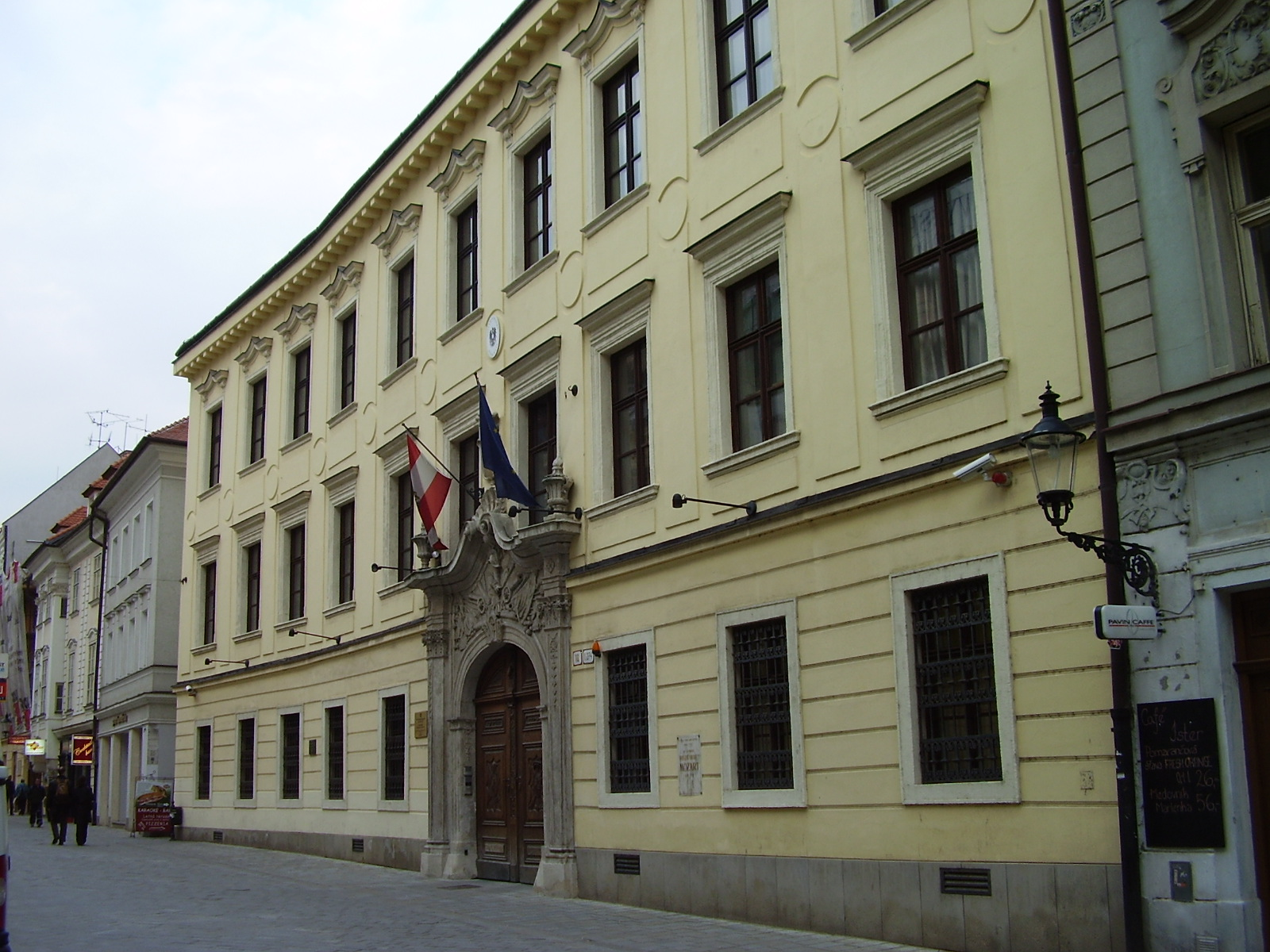
Palazzo Pálffy
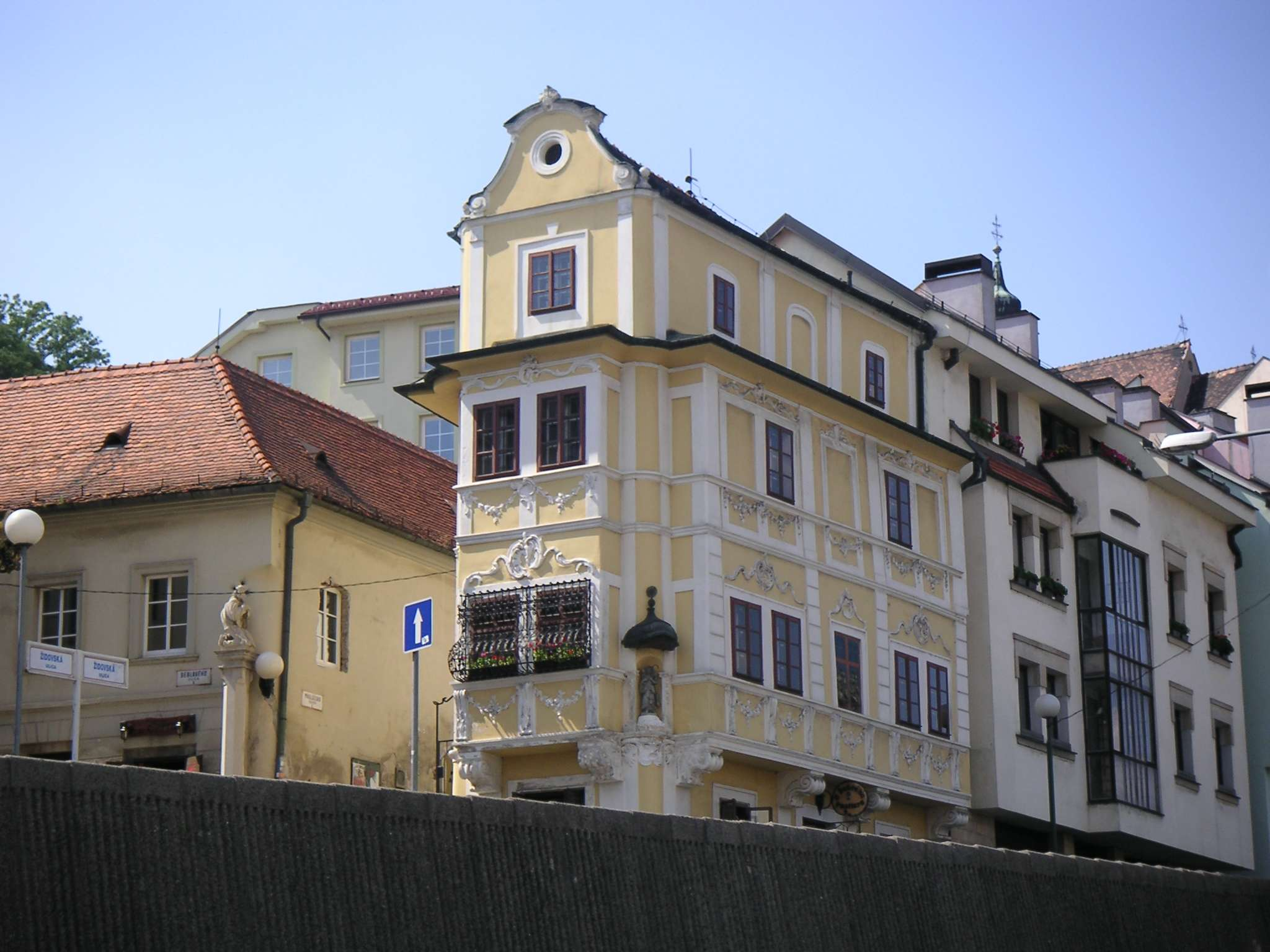
Casa del Buon Pastore
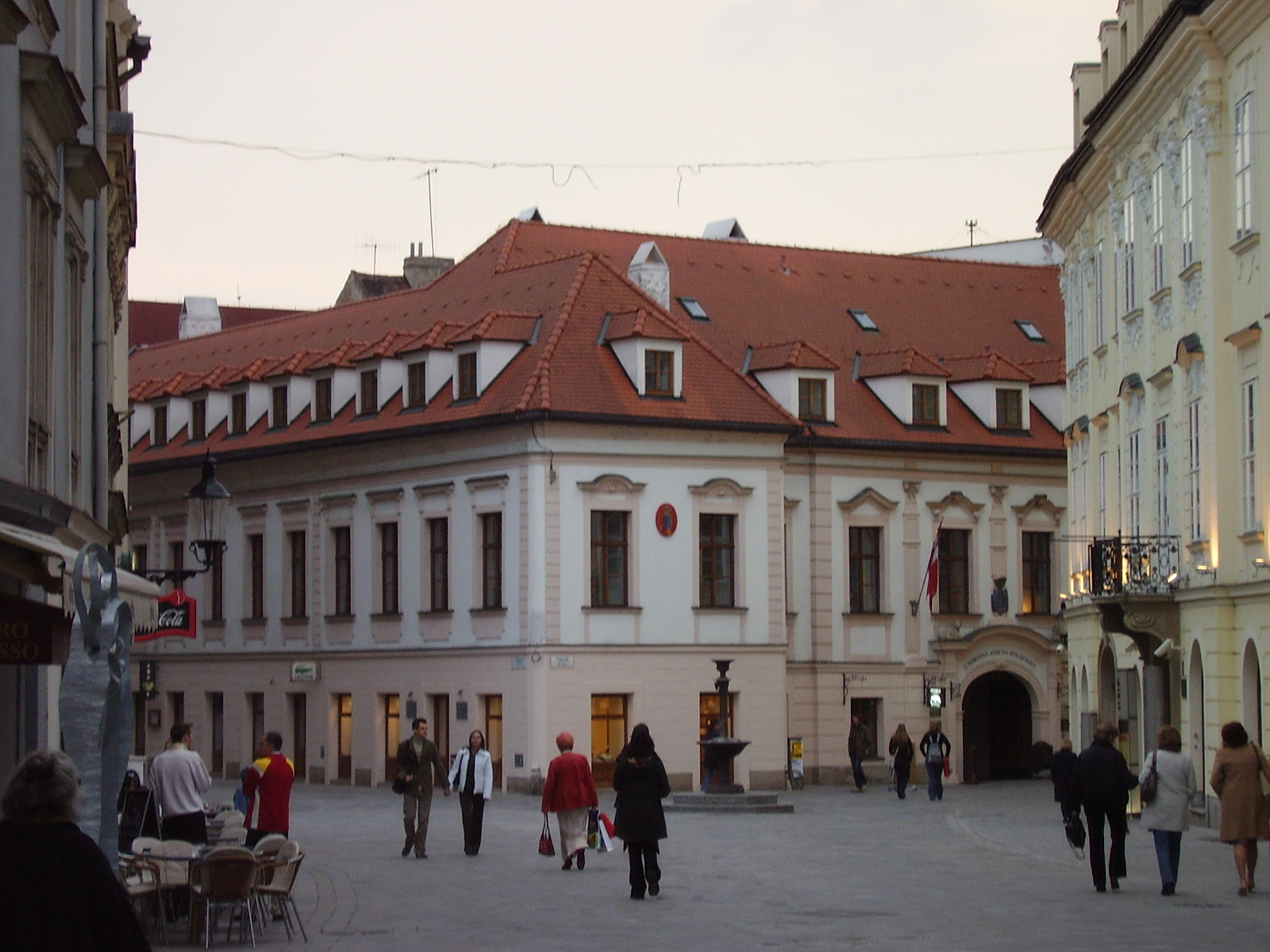
Palazzo Keglevich
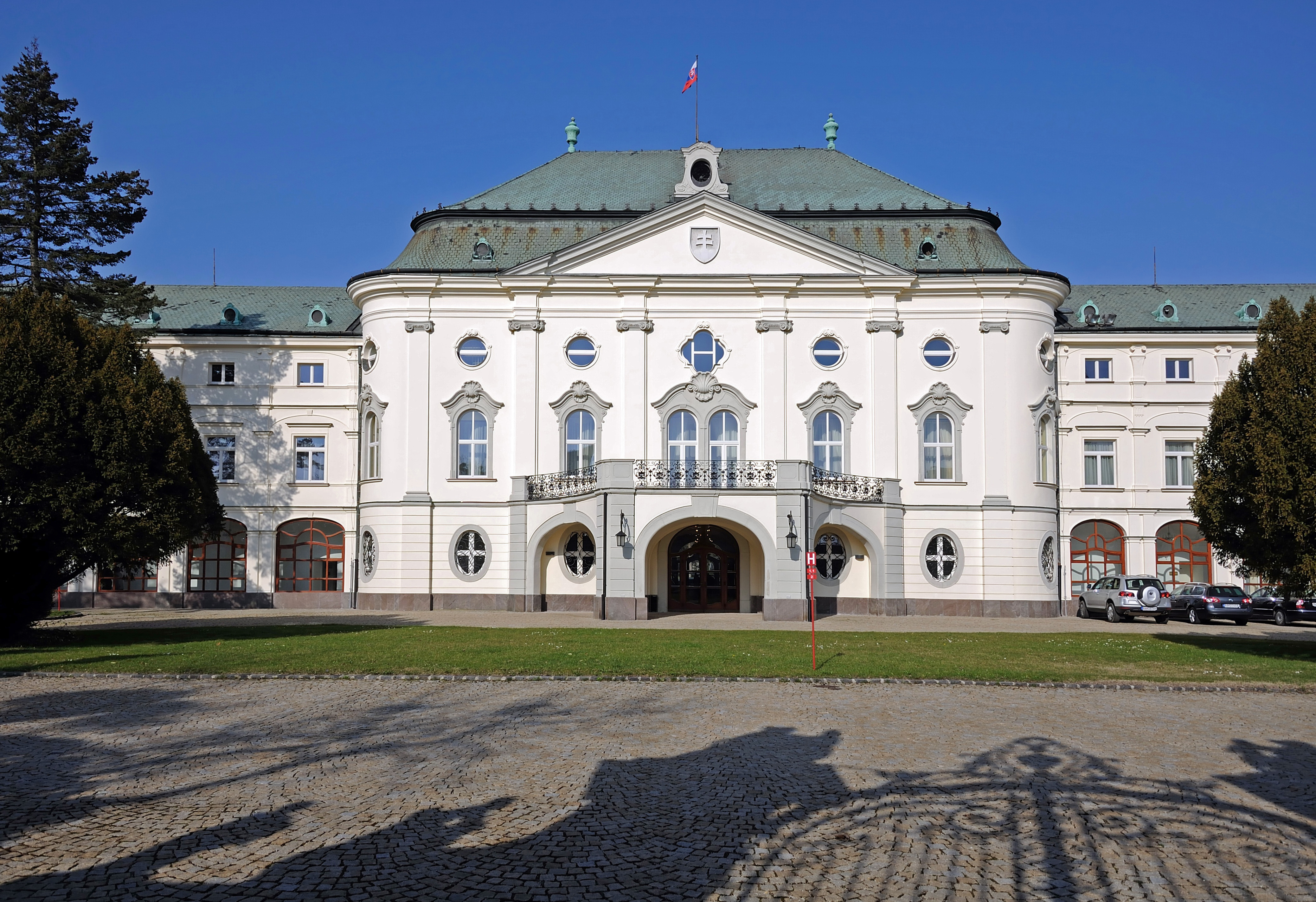
Palazzo arcivescovile d'estate
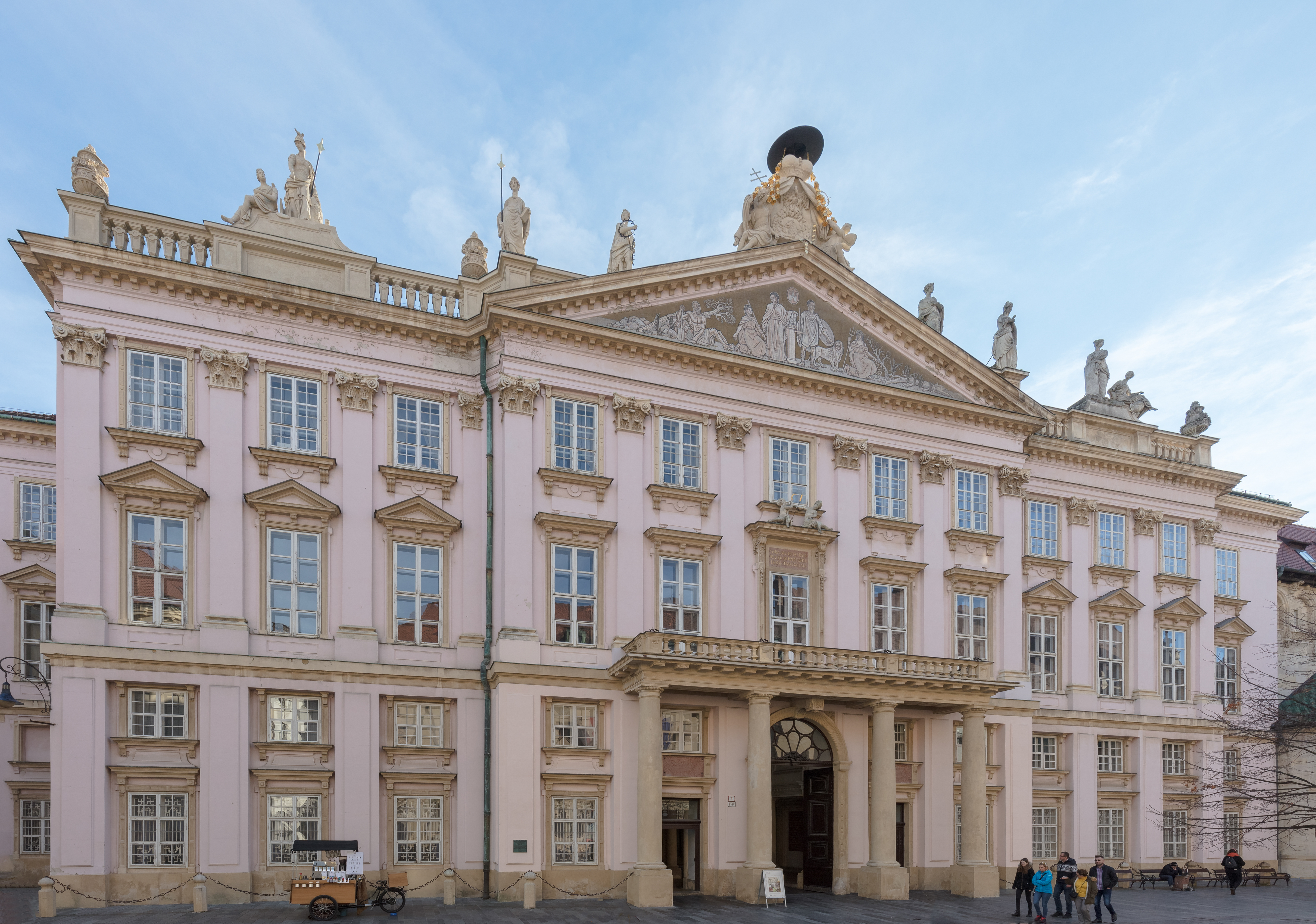
Palazzo Primaziale

### Piazze e porte antiche
La Piazza Principale (Hlavné námestie) è il cuore del centro antico. Completamente ristrutturata secondo lo stile originario, ospita le ambasciate francese, greca e giapponese, nonché caffè storici come il Kafé Mayer. È il salotto buono della città, ove vengono spesso tenuti concerti, manifestazioni pubbliche e mostre d'arte. Di particolare interesse, nel periodo natalizio, sono i tradizionali mercatini, che richiamano l'attenzione di molti turisti stranieri, e "Partyslava", la festa della notte di San Silvestro, che viene celebrata solitamente con concerti ed esibizioni dal vivo in attesa del nuovo anno.

Panoramica della Hlavné námestie di notte

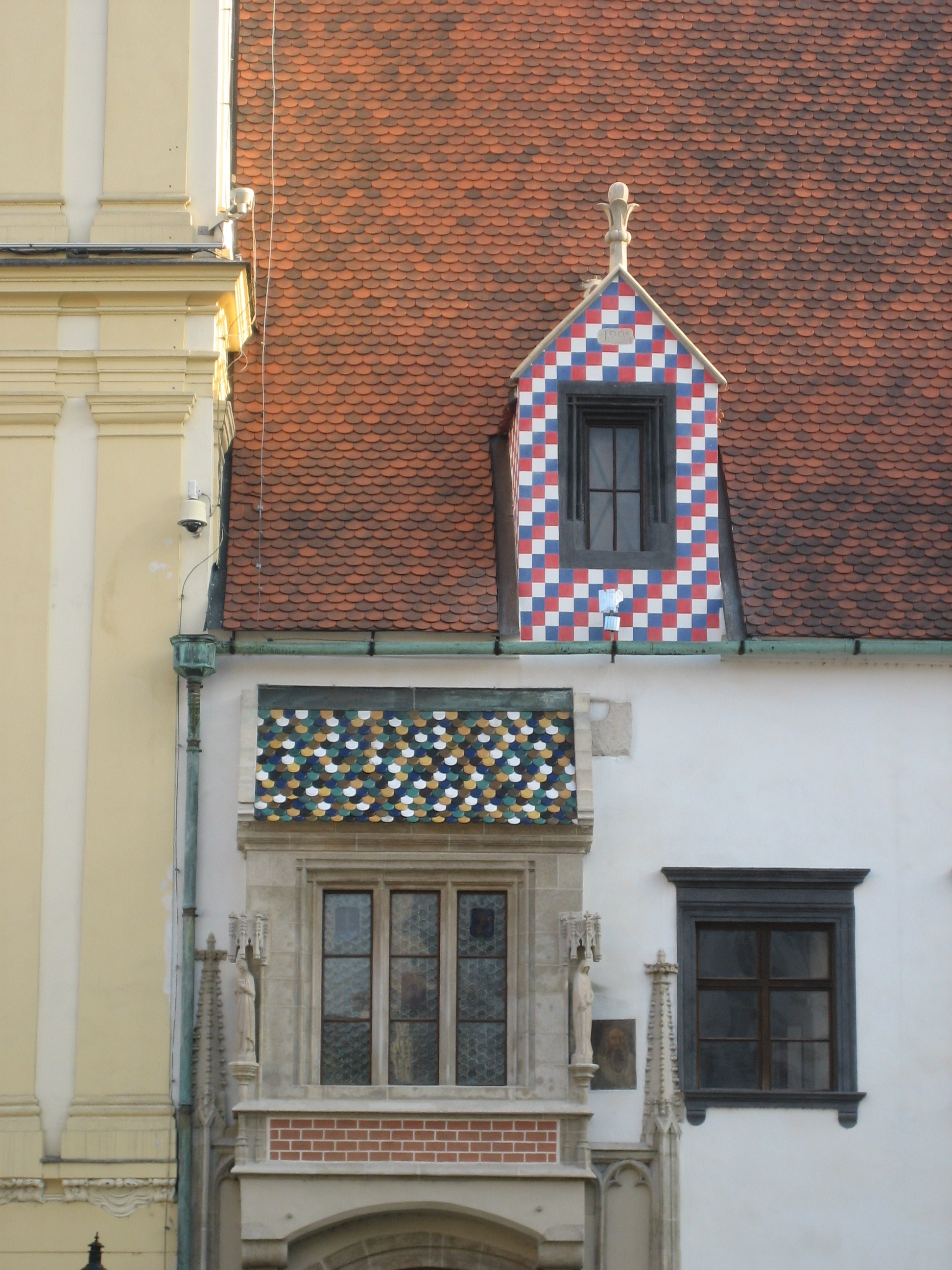
Architetture della Hlavné námestie

La piazza per eccellenza, ampia e monumentale, è piazza Hviezdoslav (Hviezdoslavovo námestie), una delle piazze più importanti della città situata in pieno centro storico, nella zona pedonale che parte dalla Porta di San Michele e attraversa la Piazza Centrale. Ospita il Teatro dell'Opera (Slovenské národné divadlo), il Palazzo della Filarmonica di Bratislava, l'Ambasciata degli Stati Uniti d'America e l'Hotel Savoy, oggi Carlton, uno dei più prestigiosi della città, presso il quale hanno soggiornato personaggi storici come Mozart e Francesco Giuseppe. Questo luogo è stato restaurato di recente, introducendo un'ampia area pedonale molto curata, fontane e opere d'arte moderna. È dedicata, come il nome suggerisce, al drammaturgo slovacco Pavol Országh Hviezdoslav, celebrato con un'imponente statua.

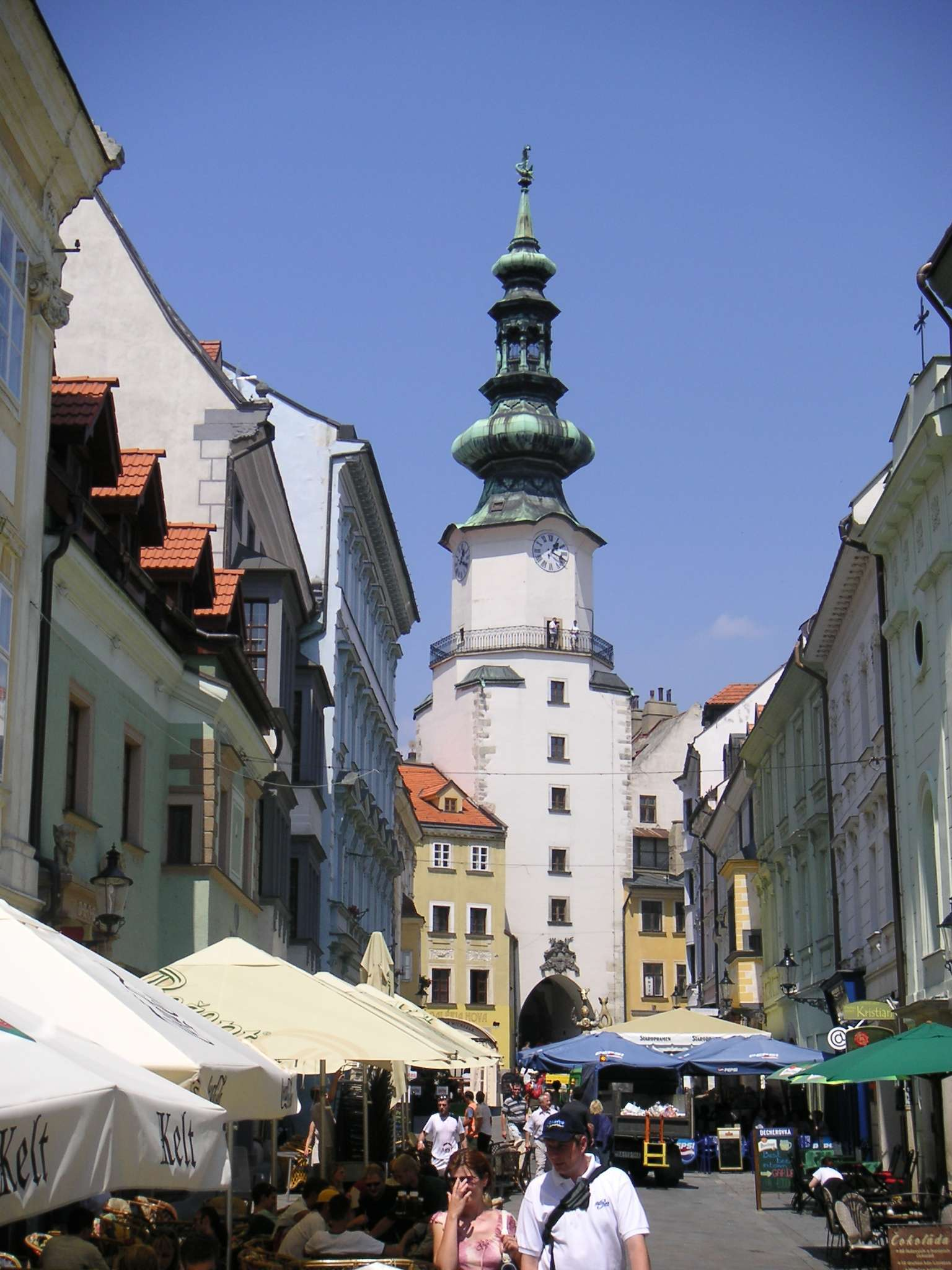
Porta di San Michele.

La Porta di San Michele (Michalská brána), forse uno degli edifici più conosciuti di Bratislava, è l'unica rimasta delle quattro porte medioevali della città. Costruita nel 1300, nel 1758 subì una serie di modifiche che hanno conferito alla costruzione l'attuale aspetto barocco; in quella occasione vennero issate le statue di San Michele e del Drago sulla sommità della torre che sovrasta la porta. Questa particolare costruzione è inserita in una cornice molto suggestiva, dato che per accedere alla città vecchia dalla strada esterna bisogna passare un vecchio barbacane, che si affaccia su case antiche, per poi successivamente varcare l'arco della porta e accedere al centro antico che si apre in maniera molto suggestiva allo spettatore. Nella torre c'è un piccolo museo di armi antiche, ai suoi piedi una rosa dei venti bronzea con le distanze dalle maggiori città europee.

### Ponti sul Danubio
Bratislava è attraversata dal Danubio, sulle cui sponde sono stati costruiti alcuni ponti cittadini.
Il più famoso è il Nový Most, costruzione moderna che collega il quartiere residenziale di Petržalka con la Città Vecchia (Staré Mesto). È un imponente ponte strallato dall'accattivante struttura poggiata su un solo lato del Danubio, all'apice del quale si trova una costruzione a forma di disco chiamata dagli abitanti Ufo; la costruzione ospita un ristorante di lusso, uno skybar e, sulla sommità, c'è una piattaforma dalla quale si può godere di una vista della città. Il ponte, per la sua imponenza ed iconicità, è visibile da gran parte di Bratislava ed è divenuto uno dei suoi simboli. Il ponte è membro della World Federation of Great Towers ed è l'unico ponte al mondo ad essere annoverato in questa categoria. Il Nový Most è stato realizzato durante il comunismo; la sua realizzazione è controversa, perché la strada sorretta dal ponte passa a soli tre metri dalla cattedrale di San Martino e perché per permettere la sua costruzione è stato abbattuto il Quartiere Ebraico di Bratislava, già devastato in epoca nazista.
Di recente costruzione (2005) è l'Apollo Bridge, uno fra i simboli della Bratislava degli anni 2000. Vanta il primato di essere l'unico progetto Europeo arrivato fra i primi cinque finalisti dell'OPAL Award della American Society of Civil Engineers.

### Altri luoghi di interesse storico e culturale
Il Teatro nazionale slovacco, consta di due edifici: il più antico è nel centro storico ed è un palazzo neorinascimentale; l'altro, inaugurato nel 2007, è ora vicino al nuovissimo complesso della Galleria Eurovea.
Lo Slavín è un monumento che ricorda i caduti dell'Armata Rossa entrati nel 1945 in città per liberarla dal giogo nazista. Vi è annesso un cimitero.
Il cimitero più importante della città è quello di Slávičie údolie.

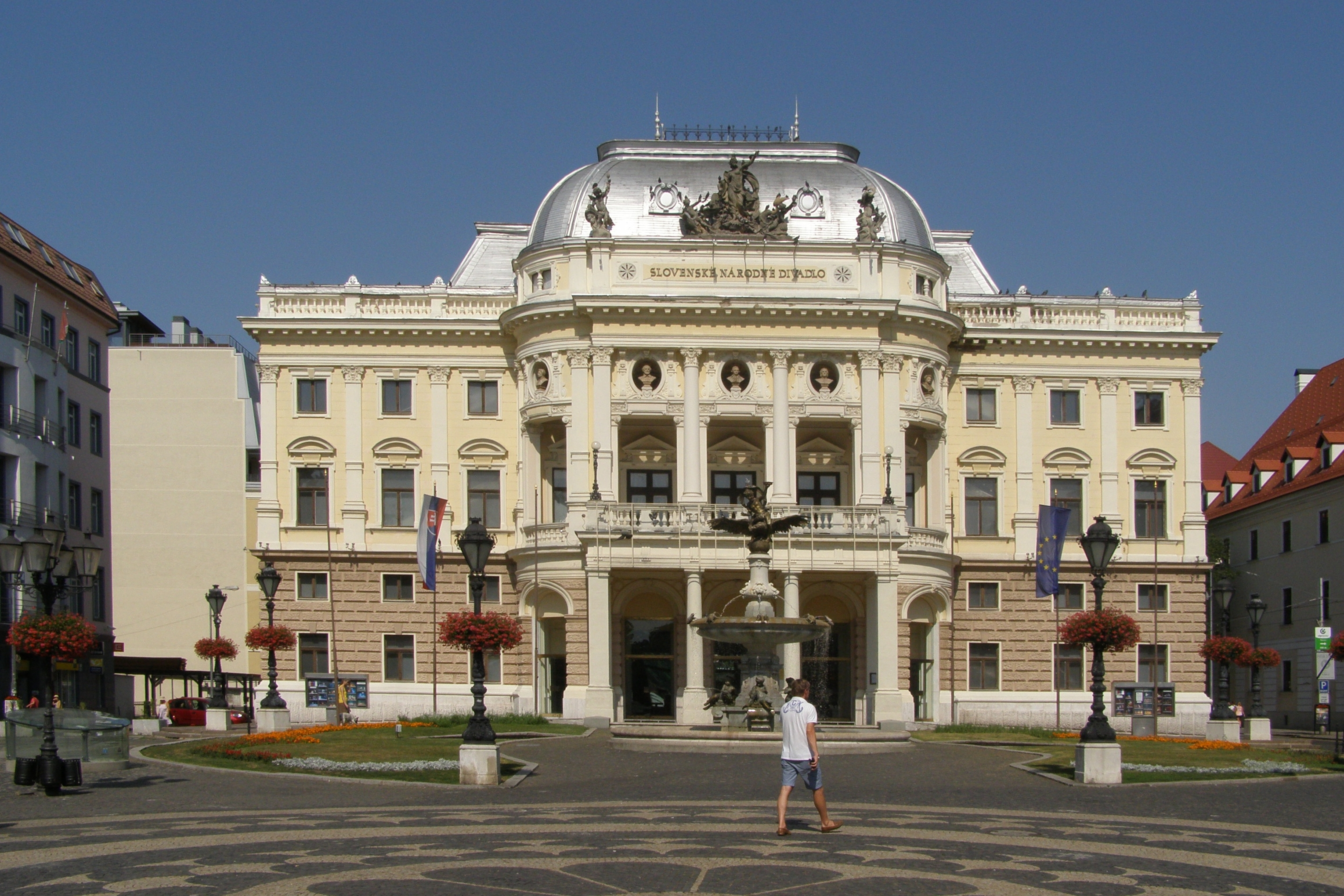
Il Teatro Nazionale Slovacco
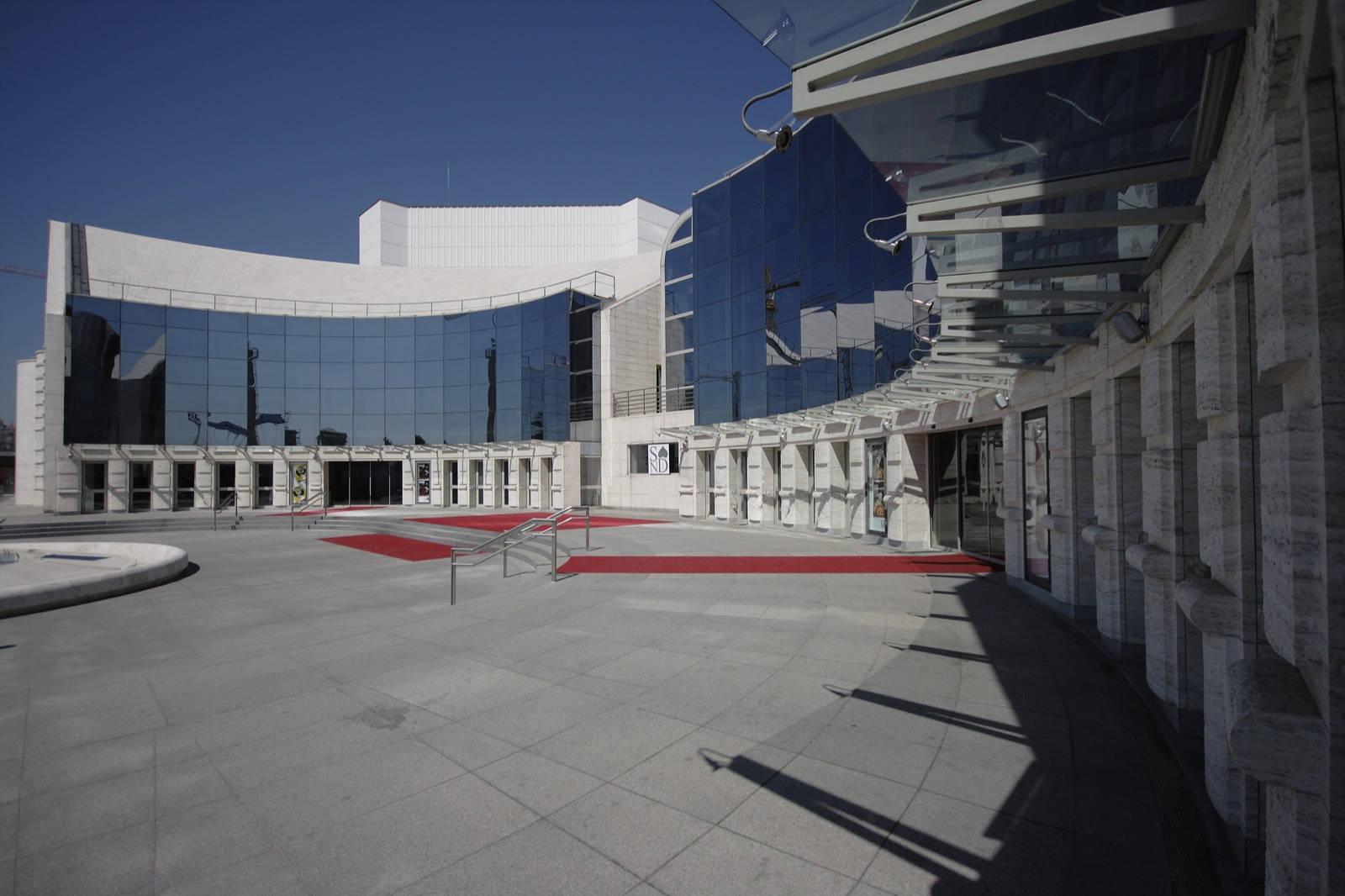
Il nuovo Teatro Nazionale Slovacco

## Società
Fin dalle origini della città e fino alla metà del XIX secolo i tedeschi costituirono il gruppo etnico predominante. Tuttavia, dopo il Compromesso Austro-Ungarico del 1867, iniziò una massiccia magiarizzazione e secondo il censimento austro-ungarico del 1910 il 40% della popolazione parlava ungherese come lingua madre, il 42% tedesco e appena il 15% slovacco.

### Evoluzione demografica
| %      | Ripartizione linguistica (gruppi principali) |
| ------ | -------------------------------------------- |
| 1,32%  | madrelingua ceca                             |
| 0,23%  | madrelingua tedesca                          |
| 3,42%  | madrelingua ungherese                        |
| 90,85% | madrelingua slovacca                         |

## Geografia antropica
I principali quartieri di Bratislava sono Staré Mesto, Ružinov, Nové Mesto, Karlova Ves, e a sud del Danubio, Petržalka.

## Cultura
Nella città ci sono diverse università, musei, teatri e centri culturali.

### Istruzione e ricerca

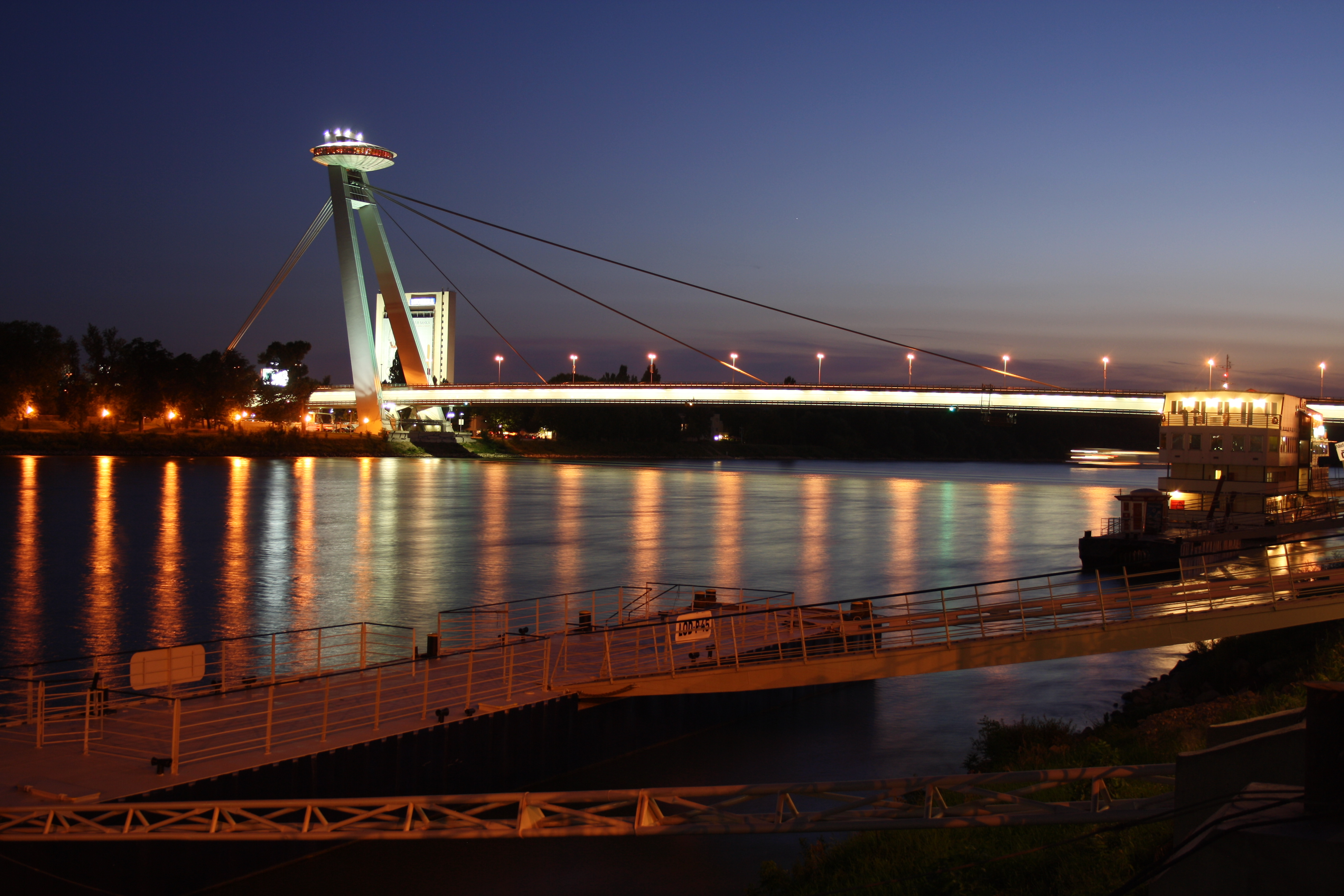
Il Nový Most

La prima università del Regno d'Ungheria fu l'Accademia Istropolitana, fondata nel 1465 dal re Mattia Corvino e chiusa nel 1490 dopo la sua morte.
Oggi Bratislava è sede di importanti università: l'Università Comenio (Komenského Univerzita), che conta circa 30 000 studenti, l'Università tecnica slovacca di Bratislava, con circa 20 000 studenti, l'Università di Economia, l'Università Medica con circa 2 500 studenti e la City University of Seattle, il primo college privato in Slovacchia. In totale circa 60 000 studenti frequentano le università di Bratislava.
L'educazione artistica è affidata al prestigioso Conservatorio della città, che ha formato musicisti importanti, all'Alta scuola di arti musicali e all'Alta scuola di arti figurative di Bratislava. Ha sede a Bratislava anche la Conferenza artistica slovacca.
A Bratislava ci sono 84 scuole primarie: 65 pubbliche, 9 private, 10 religiose. Esse hanno nel complesso oltre 25 000 studenti.
Il sistema di istruzione secondaria, scuole medie e superiori, conta 39 ginnasi con circa 16 000 studenti, 37 scuole superiori con circa 10 000 studenti e 27 scuole vocazionali con circa 9 000 studenti.

Anche l'Accademia slovacca delle scienze (Slovenská Akademia Vied) si trova a Bratislava.

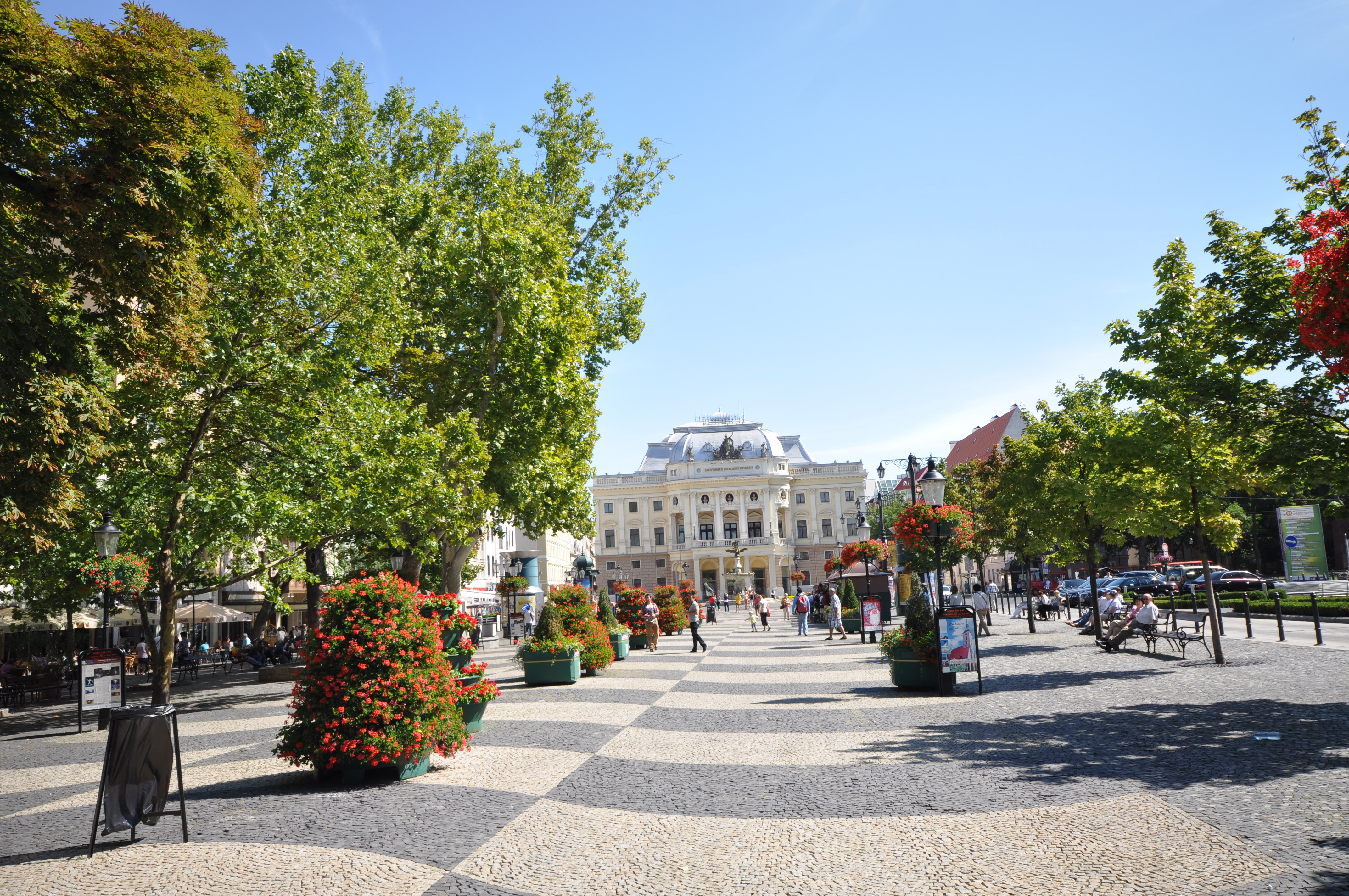
Hviezdoslavovo námestie con l'Opera sullo sfondo

### Musei
Il Museo nazionale slovacco (Slovenské národné múzeum), fondato nel 1961, ha la sua direzione a Bratislava sul lungofiume della città vecchia nel palazzo del Museo di Storia Naturale, che è una delle sue suddivisioni. Si tratta di un'istituzione che gestisce sedici musei specializzati a Bratislava e fuori.

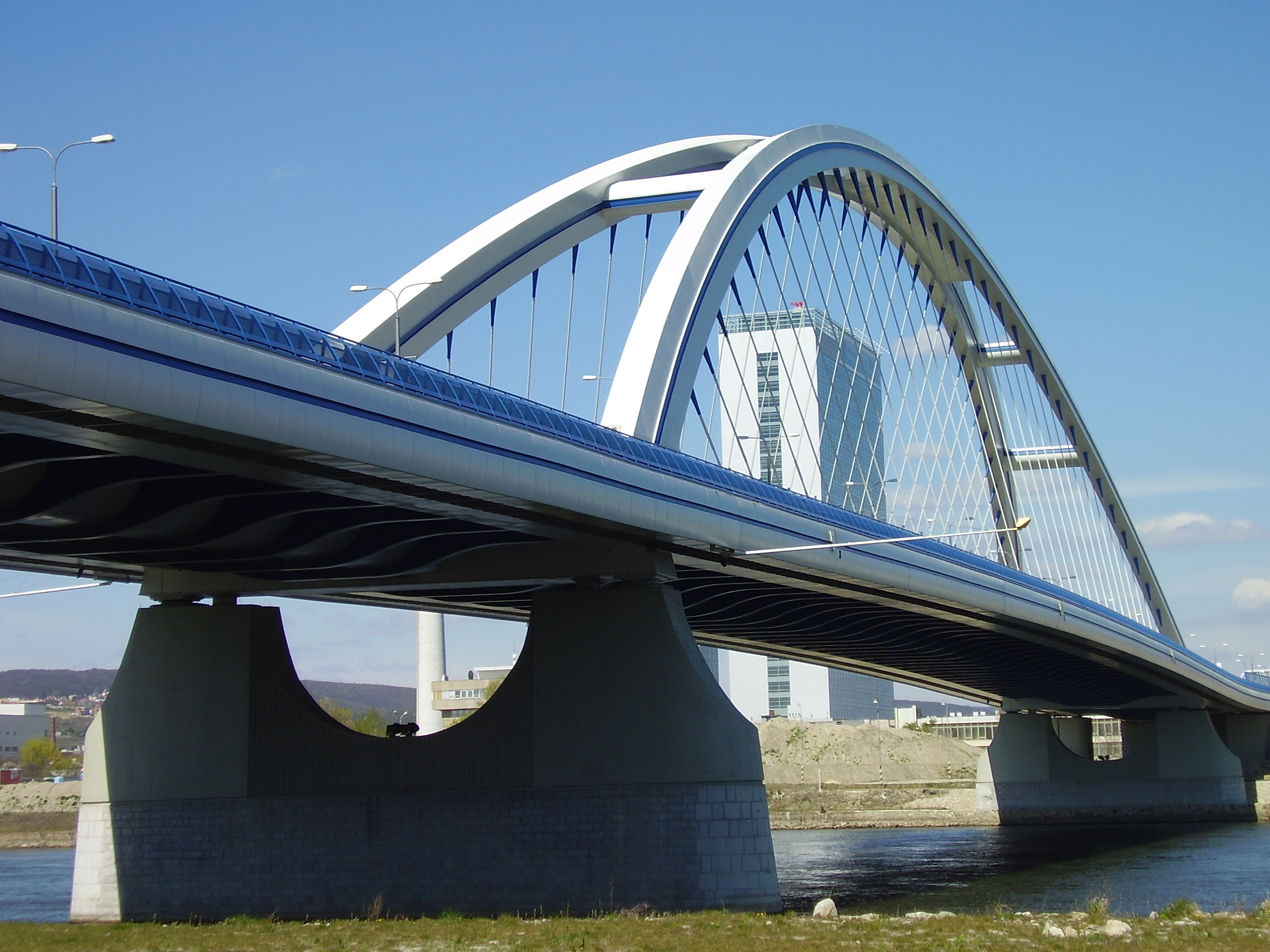
Apollo Bridge

Il Museo civico di Bratislava (Múzeum mesta Bratislavy), fondato nel 1868, è il più antico museo slovacco. È un museo della storia cittadina costituito da collezioni storiche e archeologiche articolate in otto musei specializzati.
La Galleria nazionale slovacca, fondata nel 1948, è la più estesa rete di musei d'arte della Slovacchia. Due sezioni a Bratislava sono una di fianco all'altra lungo il Danubio nel Palazzo Esterházy (Esterházyho palác, Eszterházy palota) e nella caserma dell'acqua (Vodné kasárne, Vizikaszárnya). La Galleria civica di Bratislava, fondata nel 1961, è la seconda maggiore istituzione di questo tipo. Ha le esposizioni permanenti a Palazzo Pálffy (Pálffyho palác, Pálffy palota) e Palazzo Mirbach (Mirbachov palác, Mirbach palota), nella città vecchia.

### Musica e teatri
A Bratislava ha sede il Teatro Nazionale Slovacco, articolato in due sale: quella storica nella città vecchia e quella nuova, inaugurata nel 2007, sulla riva del Danubio. Il teatro comprende tre compagnie: opera, balletto e teatro.
Bratislava è la sede dell'Orchestra Filarmonica Slovacca e dell'orchestra da camera Cappella Istropolitana.

## Economia

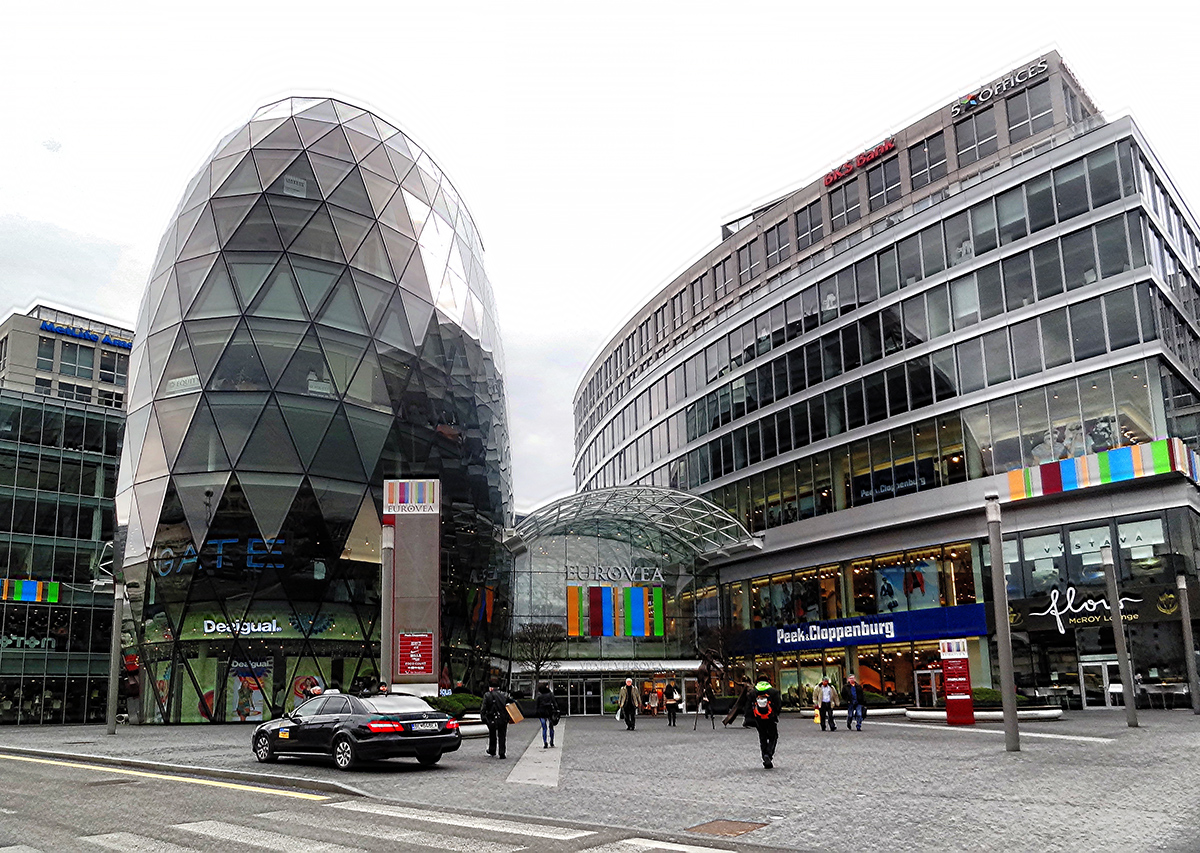
Galleria Eurovea

La Regione di Bratislava è oggi la più ricca ed economicamente prospera della Slovacchia, pur essendo anche la più piccola per estensione e la penultima per popolazione tra le otto regioni del paese. Essa produce infatti il 26% circa del PIL slovacco. Il PIL pro capite, valutato a 33 124 € nel 2005, equivale al 147,9% della media UE ed è il secondo più elevato (dopo Praga) tra le regioni appartenenti ai stati entrati nell'Unione Europea nel 2004. Il salario medio lordo a Bratislava nei primi quattro mesi del 2008 è stato di 29 722 corone slovacche (€ 986,6).
Nel dicembre 2007 il tasso di disoccupazione nella città era dell'1,83%. Molte istituzioni governative e società private hanno i loro quartier generali a Bratislava. Più del 75% degli abitanti lavora nei servizi: commercio, attività bancarie, tecnologie informatiche, telecomunicazioni e turismo. La Borsa di Bratislava (BSSE), che regola il mercato pubblico dei titoli, fu fondata il 15 marzo 1991.
La Volkswagen ha aperto nel 1991 uno stabilimento a Bratislava che si è poi esteso. Attualmente, la sua attività riguarda principalmente i SUV, che rappresentano il 68% della produzione. La VW Touareg e in parte la Porsche Cayenne e l'Audi Q7 sono costruite qui. Qui si costruiscono le citycar Volkswagen up!, Seat Mii, Škoda Citigo.

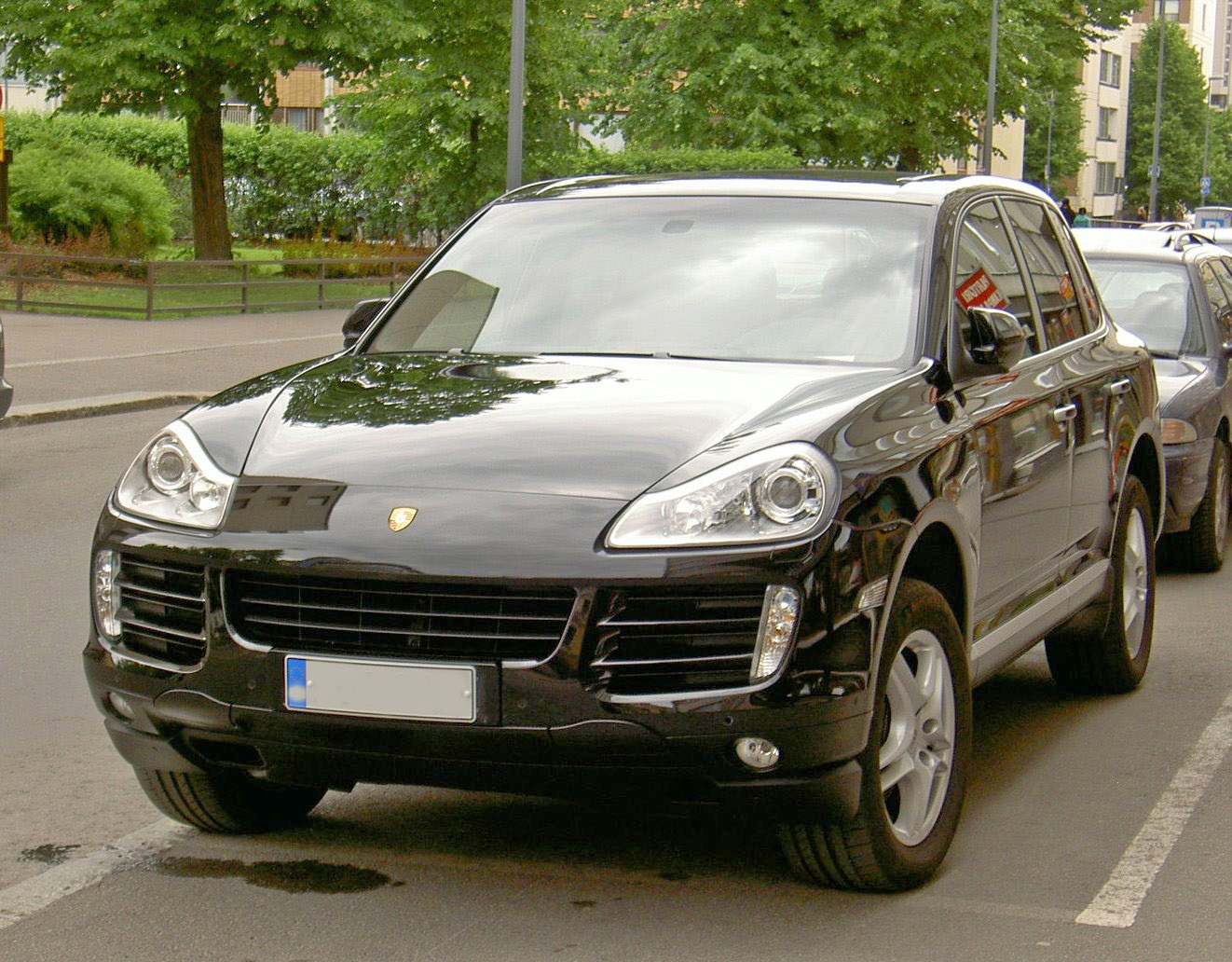
Porsche Cayenne, una delle auto di lusso in produzione nelle industrie di Bratislava

Negli ultimi anni, le imprese rivolte ai servizi e all'alta tecnologia sono aumentate a Bratislava. Molte compagnie globali, tra cui IBM, Dell, Lenovo, AT&T, SAP e Accenture, hanno aperto sedi delocalizzate e centri di servizi qui o progettano di farlo presto. Le ragioni dell'afflusso di compagnie multinazionali sono la vicinanza all'Europa occidentale, una forza lavoro qualificata e l'alta densità di università e strutture di ricerca.
Altre importanti società con quartieri generali a Bratislava sono Telekom Slovacchia (settore delle telecomunicazioni), Orange Slovensko (telecomunicazioni), Slovenská sporiteľňa (banca), Tatra banka (banca), Doprastav (edilizia e trasporti), Hewlett-Packard Slovacchia (elettronico), Slovnaft (petrolifero), Henkel Slovensko (chimico), Slovenský plynárenský priemysel (gas), Kraft Foods Slovacchia (alimentare), Whirlpool Slovacchia (elettronico), Železnice Slovenskej republiky (ferroviario), e la catena di negozi Tesco (grande distribuzione).

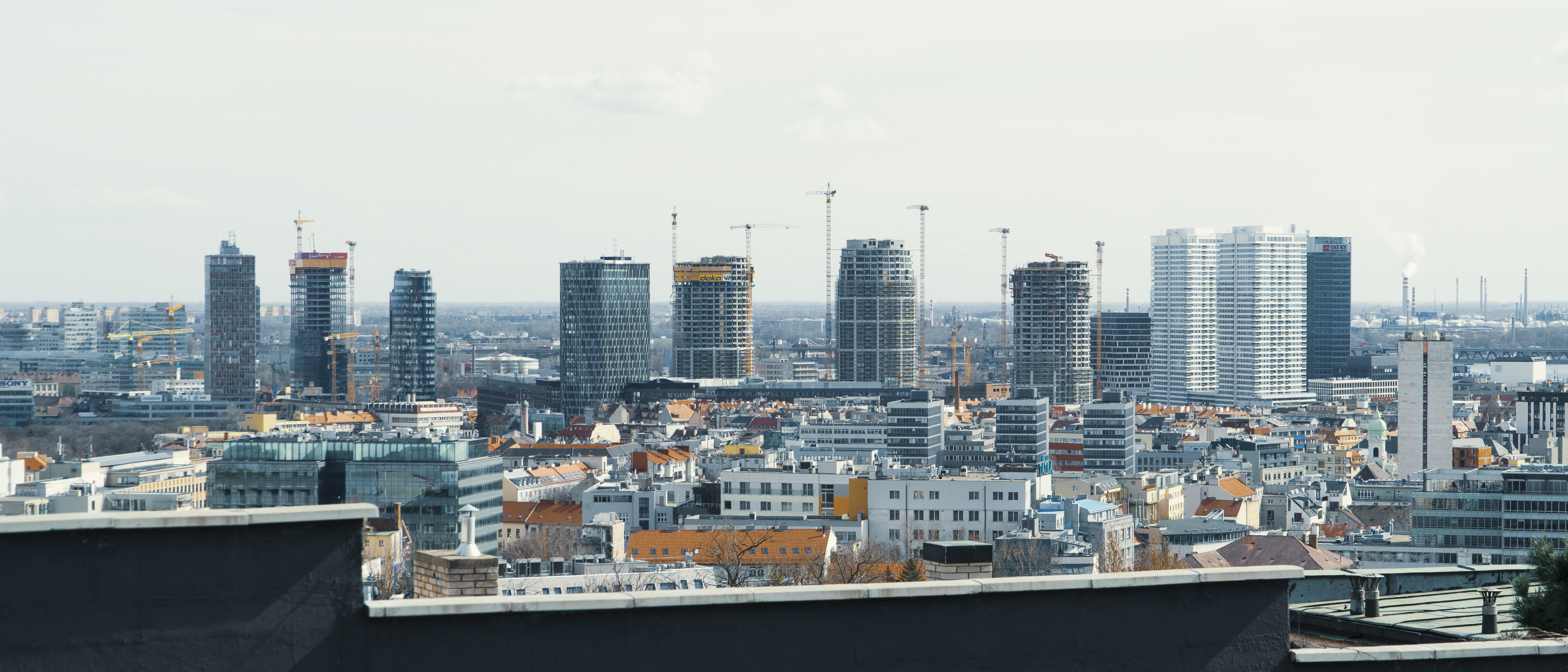
Vista aerea del Business Center

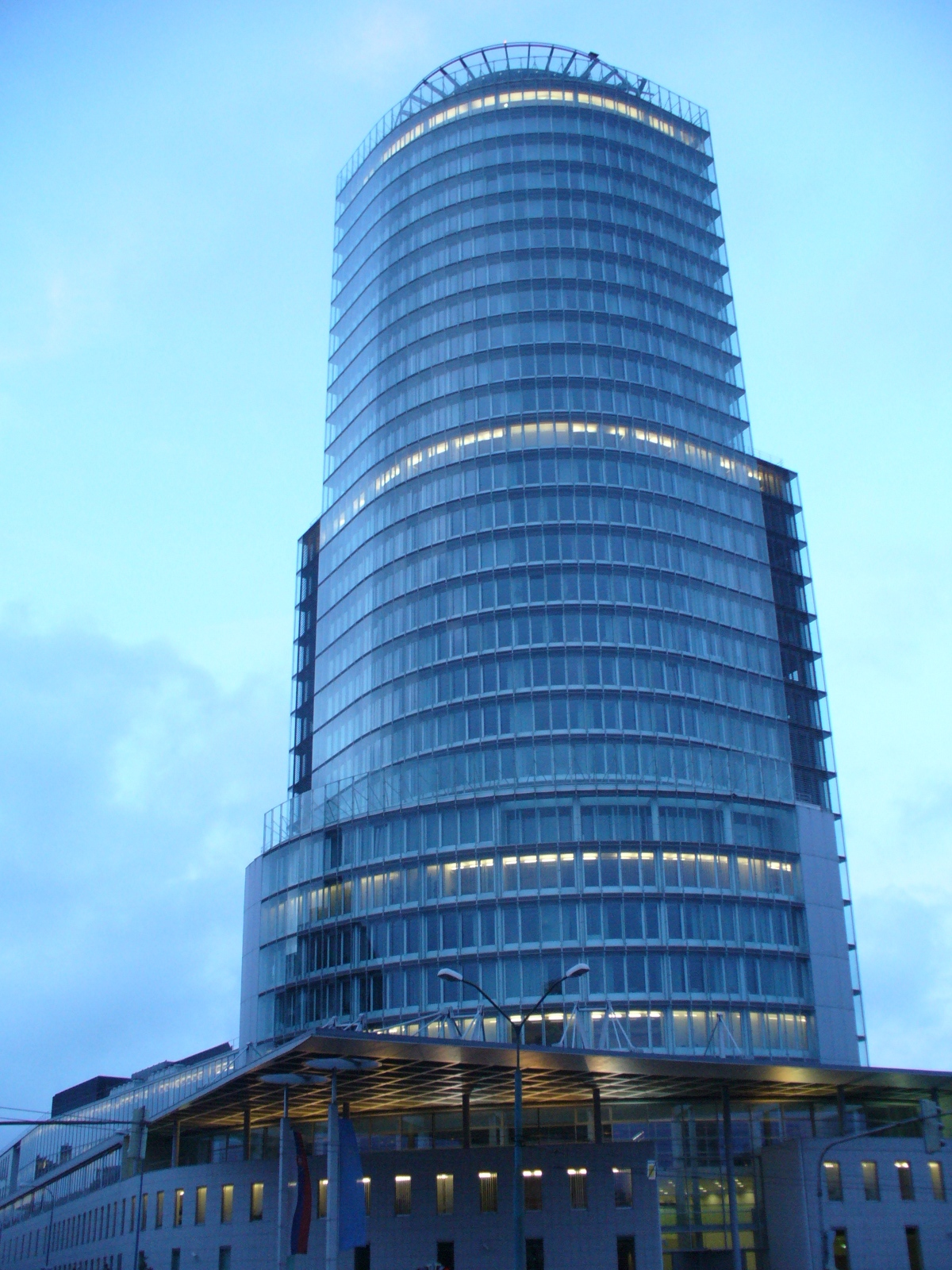
La sede della Banca Nazionale Slovacca

La forte crescita dell'economia slovacca negli anni 2000 ha portato ad un boom nell'industria edilizia e diversi importanti progetti sono stati completati o pianificati a Bratislava. Le aree che attirano più interessi comprendono il lungofiume sul Danubio, dove sono stati realizzati due grandi progetti: il parco fluviale a ridosso della Città Vecchia (Staré Mesto) e il complesso Eurovea vicino al ponte Apollo. Altri siti in fase di sviluppo comprendono le aree attorno alla principale stazione ferroviaria e degli autobus, quelle dell'ex-zona industriale nei pressi della Città Vecchia e i quartieri di Petržalka, Nové Mesto e Ružinov. La città ha un bilancio stabile di quasi sei miliardi di corone slovacche (182 milioni di € al 2007), un quinto dei quali utilizzato per nuovi investimenti. L'amministrazione di Bratislava possiede direttamente azioni in 17 società, ad esempio nella Compagnia dei trasporti pubblici (Dopravný podnik Bratislava), nell'Azienda per la raccolta e lo smaltimento dei rifiuti e nei servizi idrici. La città controlla anche enti municipali come la Polizia urbana (Mestská polícia), il Museo civico di Bratislava e lo Zoo di Bratislava.

### Turismo
Negli ultimi anni Bratislava ha accentuato la sua forte vocazione turistica. Il centro storico, ormai quasi interamente pedonalizzato, attrae molti turisti per la presenza di numerosissimi locali, anche all'aperto, nonché di musei, teatri, cinema e gallerie d'arte.
Ricco è il cartellone degli eventi in città, in particolare mostre, esposizioni e convegni culturali, soprattutto in ambito musicale. Le produzioni del Teatro dell'Opera e della Filarmonica attraggono un numero sempre crescente di visitatori. La Expo Incheba Arena è invece il tempio del pop e del rock in città: tra gli artisti che vi si sono esibiti di recente i Depeche Mode, Bob Dylan, i Kiss, gli AC/DC, Alicia Keys, Rihanna e molti altri, facendo di Bratislava una delle città più vivaci sulla scena musicale europea. È di Bratislava, inoltre, il gruppo thrash metal Majster Kat.
L'espansione dell'aeroporto cittadino, collegato con le più importanti capitali europee ed anche con città extraeuropee, ha favorito ulteriormente la presenza turistica in città.

## Infrastrutture e trasporti

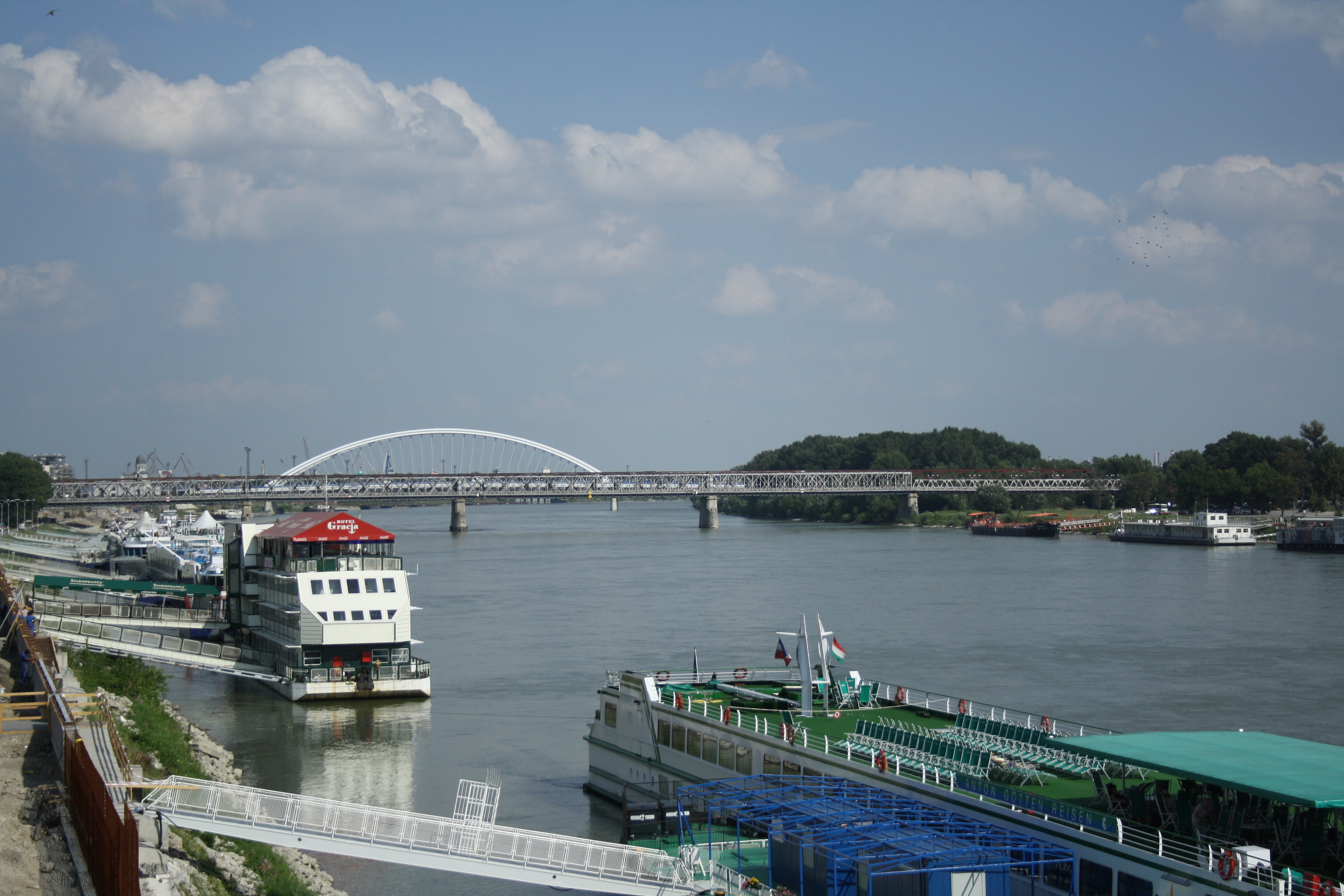
Alcune navi ancorate sul Danubio

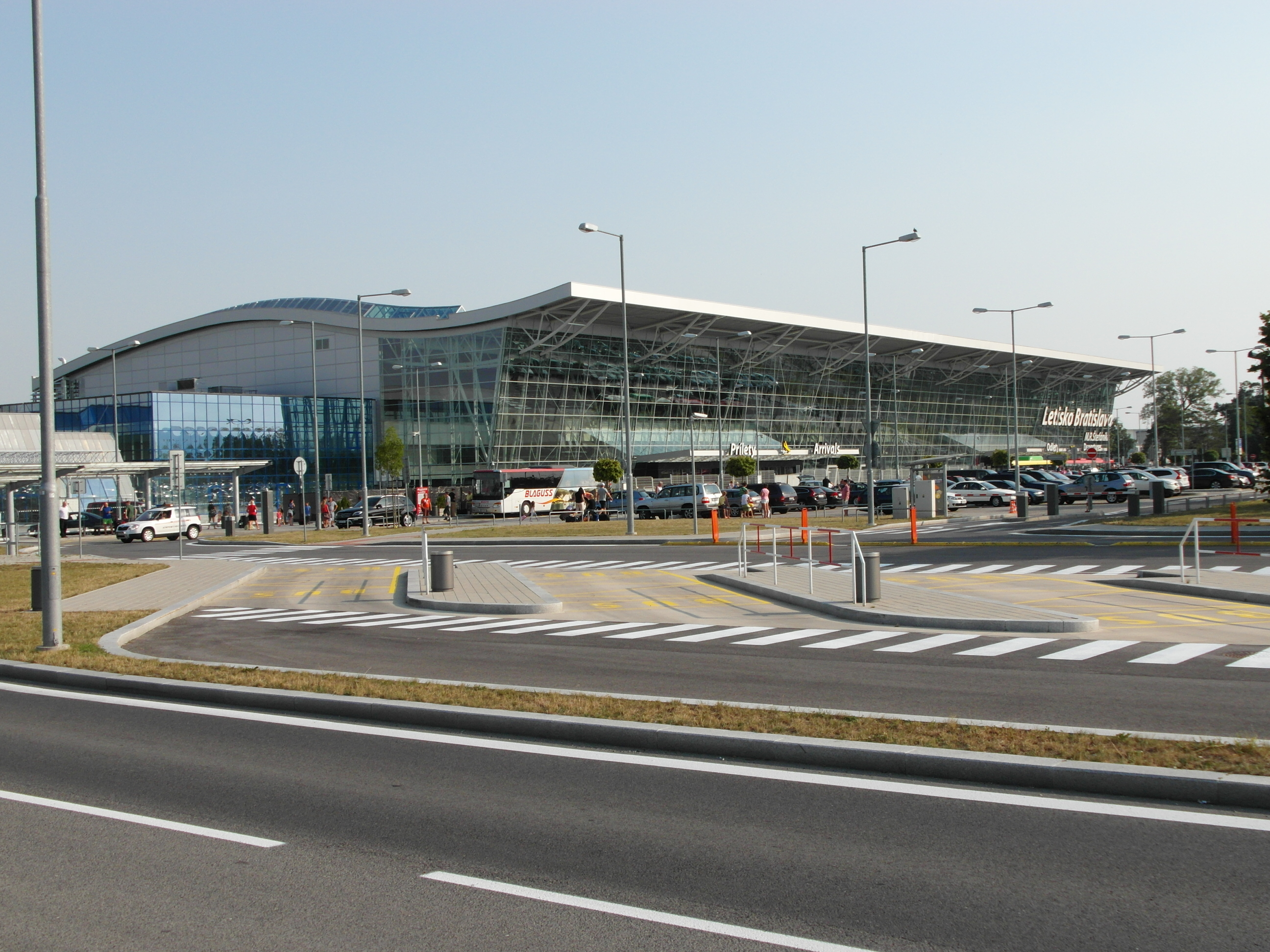
L'aeroporto di Bratislava

Bratislava è servita da una potente rete di mezzi pubblici, costituiti da autobus, filobus e tram che collegano il centro storico alle periferie ed all'Aeroporto M. R. Štefánik, che dista solo 9 km dal centro storico. I tram sono gli unici mezzi autorizzati ad attraversare il centro storico, riservato al transito pedonale.
L'aeroporto Milan Rastislav Štefánik ha visto negli anni una crescita per numero di passeggeri. Per la vicinanza con Vienna, anche l'aeroporto viennese di Schwechat viene solitamente utilizzato per raggiungere Bratislava, e lo stesso accade nell'altro senso. In particolare l'aeroporto Štefánik ha incrementato in maniera enorme il proprio traffico grazie alla scelta della compagnia aerea low-cost Ryanair di utilizzare la struttura come scalo per i propri voli in città e per la vicina Vienna.
Essendo bagnata dal Danubio, a Bratislava è importante anche la comunicazione fluviale. Dal 1º giugno 2006 è collegata, durante i mesi estivi, con la città di Vienna tramite un servizio di catamarani veloci, i ben noti Twin City Liner, che coprono la tratta via Danubio in soli 75 minuti, in una cornice molto suggestiva.
La città è collegata con Vienna a mezzo di treni e autobus frequenti.
Inserita nei tracciati 4, 5 e 7 dei corridoi paneuropei dell'alta velocità, sarà un importante snodo per i trasporti continentali.
Vi è un progetto per la costruzione di una metropolitana, che dovrebbe avere inizialmente due linee e servire i principali quartieri della città. La crescita economica degli ultimi anni potrebbe accelerare i tempi di realizzazione.

## Amministrazione

### Gemellaggi
Bratislava è gemellata con:
- Vienna
- Brno
- Praga
- Budapest
- Varsavia
- Székesfehérvár
- Perugia
- Zagabria
- Cracovia
- Cervinara
- Kiev

## Sport

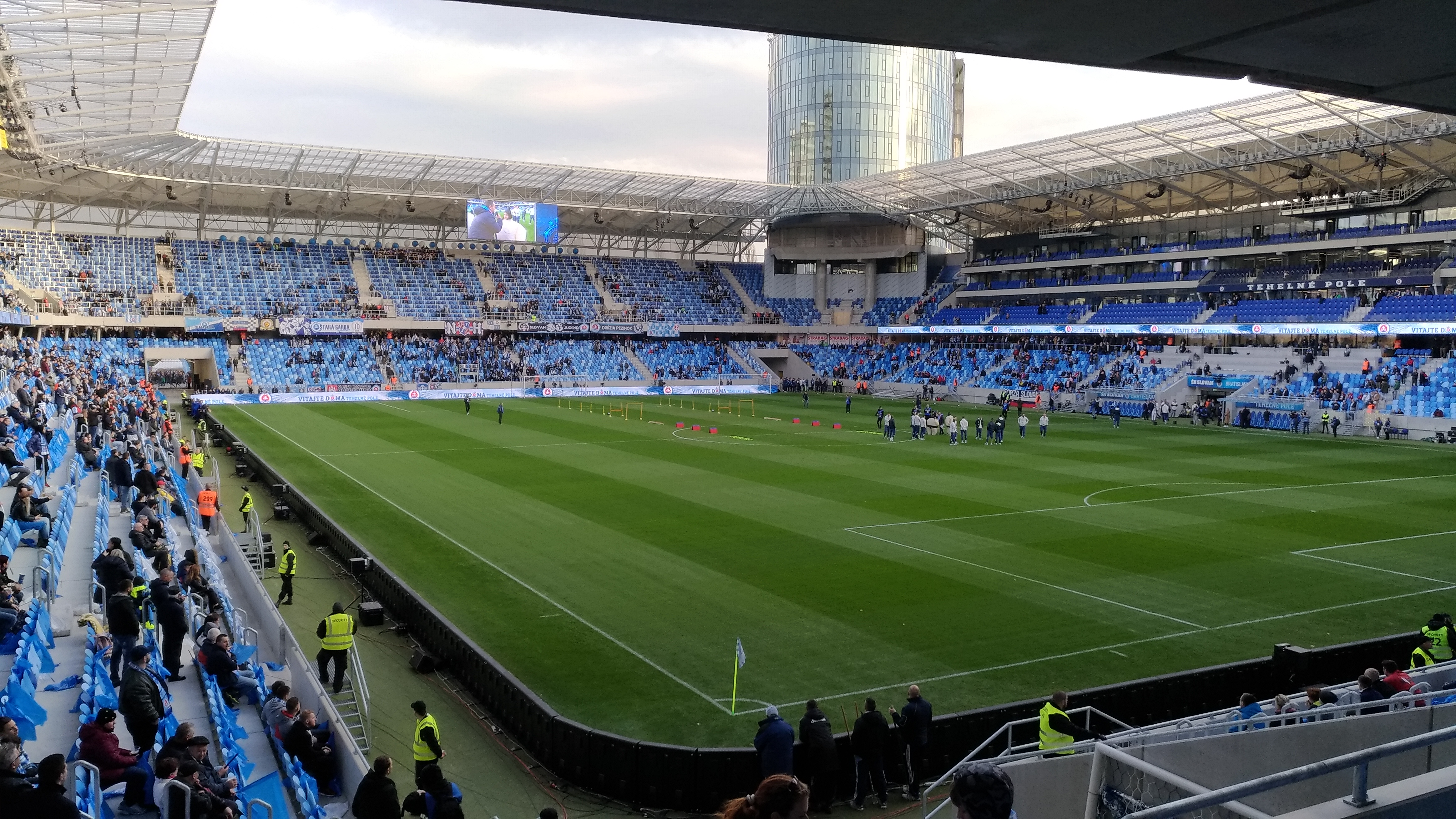
Stadio Tehelné Pole

Nella città di Bratislava gli sport più praticati sono i seguenti: hockey su ghiaccio, pattinaggio, ginnastica, calcio e basket. La squadra di calcio più prestigiosa della città è lo Slovan Bratislava, per sette volte campione nazionale e per otto di quello cecoslovacco. La più recente squadra a passare le ribalte europee è invece l'allora FC Artmedia Bratislava (oggi MFK Petržalka), squadra del quartiere di Petržalka, partecipante alla fase a gironi della UEFA Champions League 2005-2006 e non lontana dall'impresa di raggiungere gli ottavi di finale, salvo poi crollare in anni recenti nella seconda serie slovacca. Altra squadra è l'Inter Bratislava, anch'essa due volte campione nazionale e una volta cecoslovacca.
Lo stadio più importante è il Tehelné pole, inaugurato nel 2019 con una capienza di circa 22 500 spettatori: ospita le gare interne dello Slovan Bratislava, nonché quelle della nazionale slovacca.
Altri campi calcio sono il Pasienky, campo interno dell'Inter Bratislava, e quello che ospita le partite dell'Artmedia Bratislava.
Molto popolare è l'hockey, rappresentato dal pluridecorato HC Slovan Bratislava, che gioca le sue gare presso la Samsung Arena. La città insieme a Košice è stata sede del Campionato mondiale di hockey su ghiaccio maschile 2011.